# Russischer Bürgerkrieg
Der Russische Bürgerkrieg (russisch Гражданская война в России/Graschdanskaja wojna w Rossii) wurde zwischen den kommunistischen Bolschewiki (den „Roten“ beziehungsweise der von Leo Trotzki gegründeten Roten Armee) einerseits und einer heterogenen Gruppe aus Konservativen, Demokraten, gemäßigten Sozialisten, Nationalisten und der Weißen Armee andererseits ausgetragen. Beide Gruppen bekämpften zudem die Anarchisten der Machnowtschina und die Grüne Armee. Der genaue Zeitpunkt seines Beginns ist unter Historikern umstritten; er wird entweder auf die Oktoberrevolution im November 1917 oder aber auf das Frühjahr 1918 gelegt.
Der Krieg wurde erbittert und brutal besonders auch gegen die Zivilbevölkerung geführt; etwa 8 bis 10 Millionen Menschen verloren ihr Leben. Das Eingreifen der Entente und der Mittelmächte in den Konflikt trug maßgeblich zu seiner Länge und Heftigkeit bei. Sowjetrussland erreichte durch ihn die Herrschaft über einen Großteil der Fläche des früheren Russischen Reichs. Neben dem schon seit 1918 unabhängigen Polen, das auch angrenzende Gebiete der heutigen Staaten Ukraine, Litauen und Belarus umfasste, erlangten auch die baltischen Staaten, Finnland und die Tuwinische Volksrepublik die Unabhängigkeit.
Der Kriegsverlauf wurde mehrmals durch ausländische Interventionen beeinflusst. Vor der Niederlage Deutschlands im Ersten Weltkrieg gerieten das Baltikum, Belarus und die Ukraine 1918 nach dem Waffenstillstand und schließlichen Frieden von Brest-Litowsk kurzzeitig unter Besatzung der Mittelmächte (→Operation Faustschlag). Die siegreichen Verbündeten des Weltkriegs unterstützten die antikommunistische Bewegung und besetzten einzelne Städte und Stützpunkte an der Peripherie Russlands. Der Konflikt mit Polen mündete 1920/21 im Polnisch-Sowjetischen Krieg als eigenständige Auseinandersetzung während des Bürgerkriegs.
Der Konflikt endete in Europa mit dem Sieg der Roten Armee über die letzten weißen Truppen auf der Krim im November 1920, im Kaukasus mit der Einnahme von Batumi 1921 und in Ostasien mit der Einnahme von Wladiwostok 1922. Am Ende dieses Jahres wurde die Sowjetunion gegründet.

## Zeitliche Eingrenzung
Die zeitliche Eingrenzung des Bürgerkrieges ist in der westlichen wie in der russischen Geschichtsschreibung umstritten. Eine Lehrmeinung sieht den Beginn des Bürgerkriegs in der Oktoberrevolution im November 1917, die andere setzt den Beginn im Mai 1918 an, als sich die Tschechoslowakischen Legionen gegen die Rote Armee erhoben. Die zweite Position stellt die Auswirkungen ausländischer Einflüsse auf den Bürgerkrieg heraus und vernachlässigt die vorherigen Erhebungen gegen die neu entstandene Sowjetmacht. Der Artikel folgt in seiner Darstellung der ersten Meinung, um einen vollständigen Überblick zu geben.
Der Krieg verlief chaotisch, weil beide Seiten meist ohne ausgearbeitete Strategie handelten und ihre Kampagnen als Reaktionen auf kurzfristige Entwicklungen führten. Kompliziert wurde der Verlauf der Kampfhandlungen durch ausländische Interventionen und den Polnisch-Sowjetischen Krieg.
Auch das Ende des Krieges wird unterschiedlich angegeben: entweder November 1920 (kriegsentscheidender Sieg der Roten Armee auf der Krim) oder 1922/1923, je nachdem, welche nachfolgenden Kampfhandlungen in Sibirien noch hinzugerechnet werden. Letzte Kämpfe fanden im Juni 1923 im Fernen Osten statt: am 6. Juni bei Ochotsk und am 16. Juni bei Ajan.

## Revolutionsjahr 1917
Im Winter 1916/17 wurde die Versorgung der Bevölkerung russischer Städte mit Brennstoffen und Nahrungsmitteln immer schlechter, eine Hungersnot zeichnete sich ab. Von der Hauptstadt Petrograd ausgehend kam es landesweit zu Streiks und Demonstrationen. Der Versuch des Zaren Nikolaus II., die Bewegung gewaltsam zu zerschlagen, schlug fehl, weil Garnisonssoldaten größtenteils die Aufständischen unterstützten und auch gegen die zaristische Polizei vorgingen. Die zaristische Regierung trat geschlossen zurück, der Zar wurde zur Abdankung gezwungen. Eine Doppelregierung aus der bürgerlichen provisorischen Regierung unter Alexander Kerenski einerseits und den basisdemokratischen Arbeitersowjets andererseits kam an die Macht. Mit der nach ihm benannten Kerenski-Offensive scheiterte im Juli 1917 die letzte große Angriffsoperation des russischen Heeres im Ersten Weltkrieg.
Die Bolschewiki versuchten bereits im Juli 1917 (Juliaufstand) ohne Erfolg die in Lenins Aprilthesen propagierte sozialistische Revolution in die Tat umzusetzen. Sie konnten allerdings durch ihre Forderungen nach der Beendigung des Krieges gegen Deutschland und der Enteignung der Großgrundbesitzer in den Räten mehr und mehr an Einfluss gewinnen und forderten alle Macht im Staate auf diese zu übertragen. Der Putschversuch des Generals Kornilow im August 1917 spielte ihnen durch die Angst vor einer neuen Autokratie noch mehr in die Hände. Mit der Oktoberrevolution stürzten die Bolschewiki am 7. November (25. Oktober nach julianischem Kalender) die aus der Februarrevolution hervorgegangene Regierung unter Kerenski. Bereits drei Tage später am 10. November (28. Oktober nach julianischem Kalender), versuchten sowohl Offiziersschüler in Petrograd als auch eine von außen kommende improvisierte Kosakeneinheit unter Ataman Krasnow die Revolution niederzuschlagen. Diese Versuche scheiterten an der Mobilisierung der bewaffneten Arbeiter und Matrosen der Stadt, die beide Angriffe zurückschlugen.
Nachdem die Kommunisten in der Hauptstadt ihre Macht gesichert hatten, ergab sich für die Führer der Partei ein durchaus positives Bild. Die Partei der Bolschewiki hatte gegenüber den anderen politischen Organisationen als Kaderpartei wichtige strukturelle Vorteile. Die Industriestädte Zentral- und Südrusslands sowie des Baltikums verfügten über gut organisierte Parteiapparate, die das Rückgrat der Machtausweitung der Bolschewiki bilden sollten. Als Manövriermasse dienten hierbei bewaffnete Verbände aus Arbeitern, Matrosen und rückkehrenden Frontsoldaten. So konnte die Parteiführung bis zum Jahresbeginn 1918 das russische Kernland unter ihre Kontrolle bringen. Nach dieser Konsolidierung erfolgte der endgültige Schlag der Bolschewiki gegen den Parlamentarismus. In der Nacht vom 5. zum 6. Januar 1918 wurde die von Sozialrevolutionären beherrschte Russische konstituierende Versammlung in Petrograd durch Rotgardisten aufgelöst.

## Von der Oktoberrevolution 1917 bis zur Militärintervention der Mittelmächte Anfang 1918
Nachdem die Bolschewiki ihre Macht im Kerngebiet des ehemaligen Zarenreiches politisch und militärisch gefestigt hatten, begannen sie, diese Macht auch an der Peripherie zu sichern. Hierbei ergaben sich bereits erste Widerstände gegen den Umsturz, die die Konfliktlinien des Bürgerkriegs vorzeichneten. Sie verliefen entlang sozialen, regionalen und nationalen Grenzen innerhalb des Vielvölkerstaats. Diese Periode des Bürgerkrieges wird als „Eisenbahnkrieg“ bezeichnet, da sich die militärischen Aktionen der Bolschewiki vor allem auf Verschiebung von improvisierten, revolutionären Verbänden über das auf Petrograd und Moskau zentrierte Eisenbahnnetz an die verschiedenen Krisenherde stützten. Sie verlief für die Revolutionäre ausgesprochen erfolgreich und dauerte bis zum Eingreifen der Mittelmächte im Februar 1918 an.

### Widerstand der Kosaken
Die Kosaken waren unter dem Zaren eine staatstragende Minderheit. Ethnisch gesehen russisch, stellten sie eine spezielle soziale Schicht im Reich dar. Sie wurden in den Grenzregionen des Romanowstaates als Wehrbauern angesiedelt und stellten als Kavallerietruppen eine militärische Elite des Landes. Im Gegenzug für ihre Leistungen erhielten sie das Privileg der weitgehenden Selbstverwaltung und Landbesitz, den sie zum Teil selbst bearbeiteten oder an nichtkosakische Bauern verpachteten. Aufgrund ihrer gefestigten inneren Sozialstruktur, ihres monarchistischen Ethos und auch ihrer Sonderrechte, die sie durch die Bolschewiki in Gefahr sahen, waren diese Bauernsoldaten für den Kommunismus wenig empfänglich und der gewaltsamen Machtergreifung der Partei Lenins feindlich gesinnt.
Noch im Jahr 1917 versuchte der Ataman der Kosakenregion Orenburg südwestlich des Ural, Dutow, den bewaffneten Widerstand gegen die Bolschewiki zu organisieren. Er scheiterte allerdings an der Kriegsmüdigkeit der aus dem Weltkrieg heimkehrenden Wehrbauern. So konnte er keine schlagkräftige Truppe aufbauen. Orenburg wurde am 31. Januar 1918 von Rotgardisten erobert.
Gefährlicher für den sowjetischen Staat war die Erhebung der Kosaken im Dongebiet. Hier versuchte der Ex-General und Ataman Kaledin, eine Streitmacht zur Restauration des Reiches aufzustellen. Er versuchte auch, durch eine „Vereinigte Regierung der Region“ die nichtkosakische Bevölkerung für sein Vorhaben zu mobilisieren. Allerdings scheiterte er wie der Anführer der Orenburger Kosaken an der Kriegsmüdigkeit der Frontheimkehrer. Außerdem gelang es ihm nicht, die sonstige Bevölkerung der Region für seine Sache zu gewinnen. Die nichtkosakischen Bauern erhofften sich von der Sowjetmacht die Auflösung der Privilegien der Kosaken und somit Landgewinn für ihre Höfe. Die Reaktion der Roten ließ nicht auf sich warten, denn das Dongebiet blockierte die Eisenbahnen in den Kaukasus und der dortige Aufruhr konnte eine Bedrohung für das wichtige Industriegebiet des Donezbeckens bedeuten. Bereits im November 1917 wurde der Volkskommissar des Kriegsministeriums, Antonow-Owsejenko, beauftragt, Gegenmaßnahmen zu ergreifen. Durch das Heranbringen von Arbeitern aus Petrograd, die Rekrutierung von Frontheimkehrern aus der Kaukasusfront und die Mobilisierung von Arbeitern aus dem Donezbecken gelang es ihm über den Winter, eine schlagkräftige rote Streitmacht in Stellung zu bringen. Die schwachen Kosakentruppen waren dieser nicht gewachsen; mit der Eroberung der Hauptstadt der Donregion Nowotscherkassk am 25. Februar 1918 war die Revolte beendet. Kaledin beging wegen seines Versagens und der mangelnden Unterstützung der Kosaken Selbstmord.
Nachdem der Aufstand am Don gescheitert war, wurde nun auch die letzte Kosakenregion am Kuban von der Roten Armee unterworfen. Dort hatten sich die örtlichen Kosaken ohne einen populären Anführer von außen gegen die Sowjetmacht gewandt. Am 13. März wurde ihre Hauptstadt Jekaterinodar von roten Verbänden erobert, und somit war auch die Gegenrevolte am Kuban vorerst gescheitert.

### Entstehung der Freiwilligenarmee

Route der Freiwilligenarmee während des Eismarsches

Entscheidend für den weiteren Verlauf des Krieges war die Bildung der Freiwilligenarmee unter den Generälen Kornilow und Alexejew, Ersterer hatte durch seinen gescheiterten Militärputsch im Juli 1917 entscheidend den Bolschewiki in die Hände gespielt. Dieser Verband verfügte zwar zur Zeit der Donkampagne nur über 4.000 Soldaten, entwickelte sich jedoch zur Keimzelle der späteren Weißen Armee in Südrussland. Zunächst sah sich die Truppe, nach dem die Lage um Rostow immer aussichtsloser wurde, gezwungen, sich in die Steppe südlich des Dongebietes abzusetzen. Ziel war es, sich zu den Kosakengebieten am Kuban durchzuschlagen. Während dieses taktischen Rückzuges, der als „Eismarsch“ bekannt wurde, war die Freiwilligenarmee immer wieder in Kämpfe mit der Roten Armee verwickelt. Während des erfolglosen Angriffes auf Jekaterinodar starb ihr Oberbefehlshaber Kornilow am 10. April 1918 durch einen Artillerietreffer. Sein Nachfolger General Denikin brach den Angriff auf Jekaterinodar ab. Militärisch war der Eismarsch damit zwar gescheitert; trotzdem führte er zur Konsolidierung der Weißen Armee in Südrussland. Denikin bestimmte die Geschicke der konterrevolutionären Kräfte in Südrussland für den Großteil des weiteren Bürgerkrieges. Nach der Niederlage vor Jekaterinodar befahl er den erneuten Rückzug zum Don.

### Erhebungen nationaler Minderheiten

#### Ukraine
Die Ukrainer stellten die größte nationale Minderheit im Zarenreich und lebten auch in einem „geschlossenen“ Territorium. Schon ab dem 19. Jahrhundert hatte sich ein ukrainischer Wunsch nach nationaler Unabhängigkeit herausgebildet. Mit der Schwäche der Zentralmacht verfestigte sich dieser Anspruch 1917 in einer eigenen parlamentarischen Regierung, der Ukrajinska Narodna Respublika. Diese wurde zwar von ukrainischen Sozialrevolutionären und Marxisten dominiert, behielt aber trotzdem den Wunsch nach nationaler Eigenständigkeit.
Die Regierung Lenins wollte allerdings eine nationale Unabhängigkeit der Ukraine im Zeichen des Parlamentarismus nicht dulden, insbesondere da Russland von ukrainischer Nahrungs- und Rohmaterialproduktion abhängig war. Der Versuch einer politischen Lösung des Problems konstituierte sich am 4. Dezemberjul. / 17. Dezember 1917greg.. In Kiew wurde auf Befehl aus Petrograd ein „Allukrainischer Sowjetkongress“ gebildet, der als Gegenregierung zur Zentralna Rada, dem Parlament der Ukraine, fungieren sollte. Am gleichen Tag stellten die Bolschewiki dem ukrainischen Parlament das Ultimatum, den Sowjetkongress anzuerkennen. Andernfalls wurde mit Anwendung militärischer Gewalt gedroht.
Ein Versuch, die parlamentarischen Strukturen wie in Russland zu beseitigen, scheiterte an mangelnder Unterstützung der Bevölkerung. Lenins Partei war in der Ukraine eher unpopulär, nur 11 % der Bevölkerung des Landes hatte bei den Wahlen zur Nationalversammlung 1917 für sie gestimmt. Dies führte dazu, dass sich die bolschewistischen Abgeordneten des Sowjetkongresses noch am selben Tag aus Kiew nach Charkow zurückziehen mussten. Unter der dortigen, mehrheitlich russischen Bevölkerung fanden sie größeren Anklang.
Deshalb wurde der ehemalige zaristische Offizier und Sozialrevolutionär Michail Murawjow von Lenin beauftragt, die Angelegenheit militärisch zu bereinigen. Die Rada verfügte zwar über die Unterstützung der städtischen Intelligenzija, aber sie schaffte es nicht, leistungsfähige militärische Strukturen aufzubauen. Die Gegenwehr der improvisierten ukrainischen Einheiten brach schnell zusammen und schon am 27. Januarjul. / 9. Februar 1918greg. wurde Kiew von Rotgardisten erobert.

#### Finnland

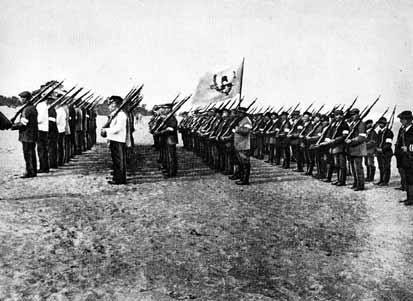
Weiße Bürgermiliz, sogenanntes „Schutzkorps“ in Finnland

Finnland hatte sich unter zaristischer Herrschaft eine weitgehende politische Selbstbestimmung bewahrt. Ein eigenes Parlament verwaltete das Land und war das politische Zentrum der Nation, auch im Zarenreich. Ebenso waren die Finnen von der allgemeinen Wehrpflicht entbunden. Doch auch in Finnland, dessen Parlament am 6. Dezember 1917 die Unabhängigkeit erklärt hatte, gewannen die Bolschewiki Einfluss auf die Arbeiterbewegung. Eine Verfassungskrise, Lebensmittelknappheit und hergebrachte soziale Spannungen führten zusammen mit diesem Einfluss zum revolutionären Umsturzversuch am 27. Januar 1918. Dieser gelang in Südfinnland, während der Norden von den „weißen“ Regierungstruppen behauptet wurde. Es kam zum Bürgerkrieg zwischen den „Roten“ und den „Weißen“. Während die Gegner zahlenmäßig in etwa gleich stark waren, konnten sich die Weißen im Verlaufe des Krieges durch bessere Ausbildung der Truppen und vor allem durch die Heimkehr von in Deutschland ausgebildeten Jägern in Verbindung mit einer deutschen Intervention einen Vorsprung in der Qualität der Kampfverbände verschaffen.
Lenin, der die finnische Unabhängigkeit im Januar anerkannt hatte, war durch den Friedensvertrag von Brest-Litowsk an groß angelegter Hilfe für die Roten gehindert. Bis zum 5. Mai 1918 konnten die Weißen unter der Führung von General Mannerheim den roten Widerstand brechen und den Aufstand niederschlagen. Das bürgerliche System blieb damit erhalten, und Finnland wurde in der Folge eine demokratische Republik.

#### Bessarabien
Einen weiteren Rückschlag für die Bolschewiki stellte die Abspaltung der 1,5 Millionen Rumänen in Bessarabien dar. Schon im Januar 1918 bildete sich hier eine Gegenregierung, und die Moldauische Demokratische Republik wurde ausgerufen. Eilig herangebrachte Rotgardisten aus Odessa wurden mit Hilfe von Truppen aus Rumänien zurückgeschlagen. Im April 1918 erfolgte die Vereinigung Bessarabiens mit Großrumänien. Die Regierung in Petrograd begnügte sich damit, den rumänischen Botschafter als Geisel zu nehmen und die Petrograder Goldreserve des Landes zu beschlagnahmen. Sie unternahm keine weitere Anstrengung, das verlorene Gebiet zurückzuerobern.

## 1918 – Intervention der Mittelmächte

### Operation Faustschlag
Die Administration der Bolschewiki war bezüglich des Weiteren Vorgehens gegenüber den Mittelmächten gespalten. Nur ein kleiner Teil der Partei, allerdings inklusive Lenins, sprach sich für einen Frieden um jeden Preis aus. Die Mehrheit der Kommunisten hielt es für unannehmbar, weite Teile des Landes an die „Imperialisten“ abzutreten. Die Konsequenz war die durch Leo Trotzki aufgestellte Formel, dass man mit dem Deutschen Kaiserreich und Österreich-Ungarn weder Krieg noch Frieden anstrebe. Dies verlautbarte Trotzki auch bei den Waffenstillstandsverhandlungen und verließ diese im Eklat.
Die OHL unter Erich Ludendorff zog daraufhin eine Fortsetzung des Krieges in Betracht, um die kommunistische Regierung in Petrograd zum Friedensschluss zu zwingen. Die „Operation Faustschlag“ sah ein Vorrücken der deutschen und k.u.k.-Truppen auf der gesamten Breite der Ostfront vor. Am 18. Februar 1918 begann diese Operation und es zeigte sich rasch, dass der Widerstand der irregulären Einheiten aus revolutionären Arbeitern und Bauern wirkungslos war. Bereits drei Tage später fiel Minsk, am 24. Februar Schitomir und am 3. März schließlich die ukrainische Hauptstadt Kiew. Einen Tag darauf willigte die Delegation unter Leitung Trotzkis in den Friedensvertrag von Brest-Litowsk ein. Lenin war es gelungen, die Partei angesichts der militärischen Niederlage von seinem Standpunkt zu überzeugen. Dieser Vertrag brachte den Deutschen die Kontrolle über die Ukraine, die Krim und Teile von Belarus und Südrussland ein. Der Vormarsch der Mittelmächte ging allerdings auch nach Vertragsabschluss weiter.
Die Sowjetregierung zog infolge der Bedrohung Petrograds Anfang März 1918 nach Moskau um. Zudem führte sie während der Militäroperation aus Unsicherheit, ob die Deutschen einen politischen Umsturz in Russland beabsichtigten, Gespräche mit den Alliierten, die zu britischen Truppenlandungen in Murmansk führten.

### Politische Wirkung der Besatzung

Folgen des Waffenstillstands von Brest-Litowsk

Das Vorgehen der Mittelmächte hatte die Wirkung eines Katalysators auf die politischen Spannungen zwischen den Bürgerkriegsparteien. Die Macht der Bolschewiki wurde überall dort gebrochen, wo deutsche Soldaten einmarschierten. Die Besetzung gab den Fraktionen, die gerade während der Konsolidierungsphase der Roten an den Rand gedrängt worden waren, neues Potential. So kam es beim deutschen Vormarsch auf der Krim zu einer Erhebung der muslimischen Krimtataren. Diese gipfelte in der Ermordung des Rates der Volkskommissare der örtlichen Sowjetrepublik.
In der Ukraine lebte der Nationalismus mit dem Einmarsch der Deutschen wieder auf. Die vorrückenden deutschen Truppen hatten schon bei der Eroberung Schitomirs Unterstützung durch ukrainische Eisenbahnarbeiter bekommen. So kehrte auch kurz nach der Eroberung Kiews die Rada wieder in die Hauptstadt zurück. Ihr parlamentarisches Wirken währte nur kurz. Sie wurde am 29. April 1918 gestürzt, da den deutschen Besatzern ein marxistisch dominiertes Parlament gefährlich erschien. Die Macht erhielt der konservative Nationalistenführer Pawlo Skoropadskyj, der fortan unter dem Titel Hetman als Diktator des Landes fungierte. Er konnte seine Herrschaft bis zur deutschen Niederlage im Weltkrieg aufrechterhalten. Danach übernahm das ebenso nationalistische Direktorium der Ukrainischen Volksrepublik die Macht in der ukrainischen Hauptstadt Kiew; zwei Monate nach dem deutschen Abzug verloren die ukrainischen Nationalisten diese wieder an die Sowjetmacht.
Im Baltikum hatte die deutsche Besetzung weitergehende Folgen. In Estland war die Popularität der Bolschewiki sehr gering und den Revolutionären misslang unter der deutschen Besatzung der Aufbau einer politischen Organisation, die dies hätte ändern können. Ebenso konnten die Konservativen die Bauernschaft durch die Enteignung deutschstämmiger Gutsbesitzer auf ihre Seite ziehen. Infolgedessen bildete sich eine nationalistische Regierung unter der Führung der estnischen Sozialdemokraten, die sich auch militärisch im Folgejahr gegen die Roten behaupten konnte. Lenin versuchte, Litauen noch durch die Bildung einer lokalen Sowjetrepublik an die Überreste des russischen Reiches zu binden. Dieser Versuch scheiterte an einer Militärintervention Polens und am Widerstand der bürgerlichen Kräfte des Landes. In Lettland erwies sich die Situation als komplexer. Dort herrschte ein labiles Gleichgewicht zwischen nationalistischen und kommunistischen Gruppen. Im Januar 1919 versuchte die Parteiführung, dies durch den Einmarsch der Roten Armee zu ihren Gunsten ausschlagen zu lassen. Die nationalistischen Kräfte gewannen jedoch nach anfänglichen Niederlagen die Oberhand. Dies war durch den Brückenschlag zwischen den nationalen Politikern und den ortsansässigen Deutsch-Balten möglich geworden. Bis zum Mai 1919 hatten die deutsch-lettischen Freikorps unter dem Kommando des ehemaligen deutschen Generals von der Goltz die Hauptstadt Riga unter ihre Kontrolle gebracht und somit den letzten sowjetischen Einfluss aus dem Baltikum verdrängt.

### Aufbau der Roten Armee
In der Führung der Bolschewiki gab es zwei Lehrmeinungen, wie die Rote Armee aufgebaut werden sollte. Die Position der marxistischen Ideologie, unter anderem vertreten durch Stalin oder den ersten Oberkommandierenden Krylenko, verlangte nach einer „revolutionären Armee“. Diese sollte eher die Form einer Miliz erhalten, ohne militärische Ränge auskommen und nur durch von den Soldaten gewählte Offiziere geführt werden. So war auch der Aufbau der roten Truppen seit der Revolution erfolgt. Die deutsche Offensive zeigte eindeutig das Scheitern dieser Politik. Die improvisierten Einheiten unter dem roten Stern erwiesen sich als unfähig, Gelände selbst gegen schwache deutsche Landwehrtruppen zu behaupten. Krylenko wurde als Oberbefehlshaber abgesetzt und Trotzki beauftragt, nach seinen Prämissen die Rote Armee aufzubauen. Er sah dafür den Aufbau einer regulären Armee vor, die zwar ideologisch indoktriniert, aber trotzdem nach den Maßgaben des Gehorsams und der Disziplin aufgebaut werden müsse. Die Führungspositionen sollten hauptsächlich durch ehemalige zaristische Offiziere besetzt werden, die in großer Zahl unter Androhung schwerer Strafen und von Sippenhaftung zwangsverpflichtet wurden. Für die politische Zuverlässigkeit sollten ihnen zur Seite gestellte Politkommissare bürgen. Das ursprünglich anvisierte Ziel war die Aufstellung einer Armee von 700.000 Soldaten bis Ende 1918. Währenddessen sollten die verbliebenen irregulären Verbände als „Vorhänge“ vor den deutschen Truppen wenigstens einen symbolischen Schutz vor einer möglichen weiteren deutschen Intervention bieten. Schon bald ging man aber davon aus, eine Armee von drei Millionen Mann zu benötigen.

## 1918 – Konsolidierung der antibolschewistischen Kräfte und Reformierung der Roten Armee

### Aufstand der Sozialrevolutionäre

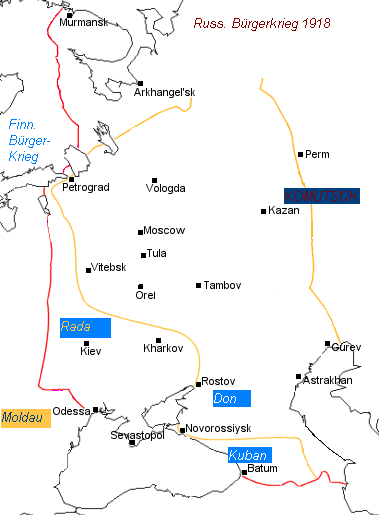
Gebiet unter sowjetischer Kontrolle bis Ende 1918 und Erhebungen gegen die Zentralmacht

Die junge Sowjetmacht hatte zwar die Eisenbahnfeldzüge für sich entschieden, doch durch die Invasion der Deutschen war ihre Macht zu Jahresende ebenso unsicher und fragil wie nach der Revolution. Als bestimmender Faktor, der die Reihe der antibolschewistischen Erhebungen des Jahres 1918 einleitete, fungierte wiederum ein externes Element. Die Tschechoslowakischen Legionen, noch unter dem Zaren vor allem aus k.u.k.-Kriegsgefangenen aufgestellt, erwiesen sich als erste ernste militärische Bedrohung der bolschewistischen Herrschaft. Sie sollten in Abstimmung mit der Entente über den russischen Pazifikhafen Wladiwostok wieder nach Europa zurückgeführt werden. Das Korps, insgesamt rund 40.000 Soldaten, war aufgrund der Widrigkeiten des Transports entlang der Transsibirischen Eisenbahn über weite Distanzen verteilt. Am 14. Mai kam es zu einem Zusammenstoß zwischen tschechischen Soldaten und ungarischen Kriegsgefangenen in Tscheljabinsk, bei dem es Tote gab. In seiner Funktion als Kriegskommissar gab Trotzki daraufhin den Befehl, die fremden Truppen zu entwaffnen. Die Tschechoslowaken, die durch die Appeasementpolitik der Bolschewiki gegenüber den Mittelmächten immer misstrauischer wurden, verweigerten die russische Order. Daraufhin gab Trotzki den Schießbefehl auf jeden bewaffneten Angehörigen der Legionen. Dies erwies sich allerdings als Fehleinschätzung, denn die wenigen Roten im Gebiet der Wolga und in Sibirien waren den regulär ausgebildeten Tschechen keineswegs gewachsen.
Infolgedessen gelang es einer anderen politischen Gruppe, die Tschechen für sich zu instrumentalisieren. Die Sozialrevolutionäre des Gebiets Samara konnten durchziehende Teile der ausländischen Truppe für eine Rebellion gegen die Bolschewiki gewinnen. So wurde im Juni 1918 in Samara das „Komitee der Mitglieder der konstituierenden Versammlung“ (KOMUTSCH) gegründet. Damit versuchten die Sozialrevolutionäre, an den durch die Bolschewiki unterdrückten demokratischen Prozess der russischen Konstituante anzuknüpfen, in der sie selbst die Mehrheit gestellt hatten.
Mit Hilfe der Tschechen gelang es ihnen, die Kontrolle über die Gebiete Samara und Ufa zu gewinnen und teilweise auf benachbarte Oblaste auszudehnen. Aus diesem Gebiet versuchte die sozialrevolutionäre Gegenregierung eine „Volksarmee“ von 30.000 Mann zu rekrutieren. Da nur ca. 10.000 Freiwillige zur Verfügung standen, wurden Soldaten zwangsweise ausgehoben. Dies machte die Sozialrevolutionäre unpopulär, vor allem da die Bolschewiki bisher nur auf Freiwillige zurückgegriffen hatten, und minderte die Kampfmoral der Truppen erheblich. Des Weiteren vermochte das Komitee es nicht, seine anfängliche Popularität unter den Bauern in politisches Kapital umzumünzen. Andere Schichten standen ihr nicht zur Verfügung. Die marxistischen Menschewiki waren gegen eine Rebellion gegen die Sowjetmacht. Die Arbeiter konnten nicht gewonnen werden. Die Schicht der städtischen Gebildeten und des Bürgertums war den sozialistischen Tendenzen des KOMUTSCH abgeneigt. So konnte man angesichts der politischen und militärischen Schwäche nur auf die Reaktion der roten Zentralregierung warten. Trotzki zog während des Sommers möglichst viele Soldaten aus den „Vorhängen“ gegenüber den Mittelmächten ab. Bis zum Oktober 1918 verfügte die rote Armeegruppe Ost unter Tuchatschewski über mehr als 100.000 Mann. Dieser rote Kommandeur wollte allerdings nicht bis zur vollen Stärke warten und schlug bereits im August in Richtung Simbirsk los. Trotzki gelang es zur selben Zeit, die völlig chaotische 5. rote Armee vor Kasan zu disziplinieren und gleichzeitig den Versuch der Volksarmee unter Wladimir Kappel abzuwehren, die Bahnlinie nach Moskau zu unterbrechen. Nach dem misslungenen Vorstoß waren die Streitkräfte der KOMUTSCH weitgehend demoralisiert. Noch im September gelang den von Trotzki geführten Teilen der Roten Armee die Eroberung von Kasan und Simbirsk, und am 7. Oktober fiel schließlich Samara. Die tschechoslowakischen Einheiten waren durch die Ereignisse soweit entmutigt worden, dass sie sich kampflos nach Osten zurückzogen. Der örtliche Kommandant der Legionen Svec beging darüber hinaus nach dem Fall der Hauptstadt der Bewegung Selbstmord.

### Erneute Erhebung im Don-Gebiet
Nur einen Monat nachdem die Bolschewiki das Rückgrat der Kosakenrevolte gebrochen hatten, erhoben sich die ehemaligen Wehrbauern des Zaren erneut. Am 6. Mai wurde die Hauptstadt des Kosakenstammlandes am Don, Nowotscherkassk von den Weißen erobert und die noch schwache rote Administration überrumpelt. Grund hierfür war die Erbitterung unter den Kosaken und auch der nichtkosakischen Bevölkerung, die ein Monat Herrschaft der Roten hervorgerufen hatte. Einerseits sorgte die Zwangsrequirierungspolitik von Nahrungsmitteln der Zentralregierung für einen Konflikt mit der Obrigkeit. Andererseits wirkten sich die drakonischen Methoden der roten Einheiten, die Geiseln nahmen und sie erschossen, auf die Volksmeinung aus.

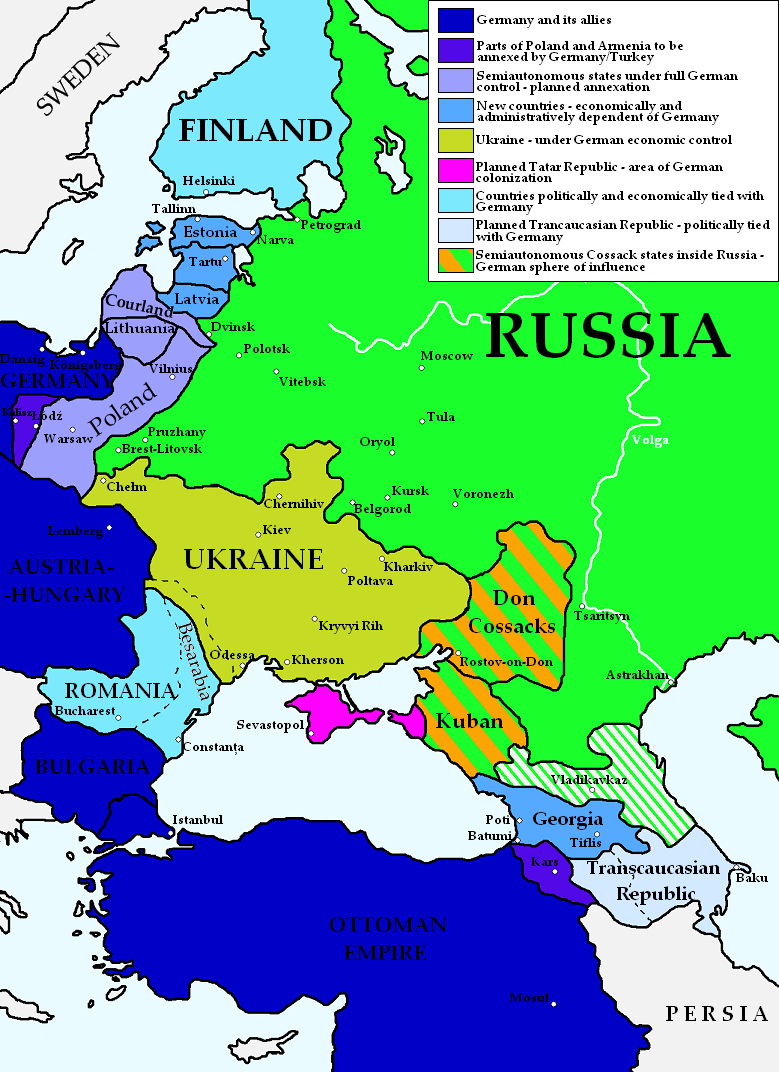
Deutsche Kriegsziele im Osten gegen Ende des Weltkrieges mit abhängigen Kosakenrepubliken im Don- und Kubangebiet

Als maßgebliches Element erwies sich allerdings wiederum ein externer Faktor. Durch den Einmarsch deutscher Soldaten in die umliegenden Gebiete wurde die Sowjetmacht aus den Orten zurückgedrängt, an denen sich die Invasoren befanden. Die Rebellion der Kosaken erhielt auch in der Anfangsphase Schützenhilfe von ihren einstigen Feinden. Deutsche Truppen blockierten die Eisenbahnen ins Don-Gebiet und verlangsamten so die Heranbringung roter Truppen. Ebenso wurden erbeutete russische Waffen an die Aufständischen weitergegeben. So konnte sich die Aufständischenarmee unter der Führung des Generals Krasnow bereits im Juni auf 40.000 Bewaffnete stützen.
Diese Vorteile münzte Ataman Krasnow auch in militärische Aktionen um. Im August 1918 begann General Mamontow eine Kavallerieattacke gegen Zarizyn. Dies war der erste massierte Einsatz von Kavallerie im Bürgerkrieg und er sollte die Rote Armee veranlassen, selbst auch berittene Truppen aufzustellen. Nachdem sich Mamontow zeitweise zurückziehen musste, gipfelte ein weiteres Vorrücken der Weißen in einer Belagerung der Stadt. Die Schlacht um Zarizyn dauerte bis Oktober an und wurde aufgrund der Verteidigungsanstrengungen in der kommunistischen Propaganda zum Roten Verdun verklärt. Als sich Mamontow endgültig zurückzog, verfügte er nur noch über einen Bruchteil seiner Soldaten, denn die Mehrheit der Kosaken hatte sich ausgiebigen Plünderungen hingegeben und desertierte mit ihrer Beute in ihre Heimatregionen. Die Rolle Josef Stalins in diesem Kampf wurde während seiner Zeit als sowjetischer Staatschef stark glorifiziert. Zu Jahresende hatte die Armee der Donkosaken zwar nur geringe Teile außerhalb ihres Stammlandes halten können, doch keimte im Kubangebiet noch ein weiterer militärischer Kern des Widerstands gegen die Sowjetmacht.
Als zweitgrößte Kosakenpopulation erhob sich 1918 auch die Kubanregion gegen die neuen Herrscher des ehemaligen Reiches. Die Blockade des südlichen Kubangebiets durch die Deutschen gab auch hierbei den entscheidenden Ausschlag. Somit war der Kuban und die Nordkaukasische Sowjetrepublik von Nachschub und Verstärkungen aus dem sowjetischen Zentralrussland abgeschnitten. Diesen Schwachpunkt versuchte der Kommandeur der Freiwilligenarmee Denikin zu nutzen. Allerdings standen den 9.000 weißen Freiwilligen zwischen 80.000 und 100.000 Soldaten der Bolschewiki entgegen. Die Truppen Denikins wurden von Berufsoffizieren geführt, und fast alle Soldaten hatten im Weltkrieg gedient. Die noch ohne militärisches Training irregulär aufgestellten kommunistischen Truppen wurden von einem früheren Unteroffizier geführt und hatten der Professionalität ihrer Gegner wenig entgegenzusetzen. Am Ende der im Mai begonnenen Kampagne eroberten die Weißgardisten die Hauptstadt der kurzlebigen Sowjetrepublik Jekaterinodar am 18. August 1918.

### Weiße Bewegung in Sibirien

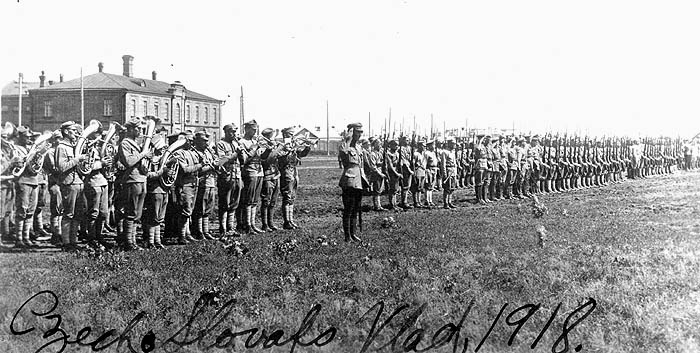
Truppen der Tschechoslowakischen Legionen in Wladiwostok

Sibirien bot schon ohne die Anwesenheit antibolschewistischer Kräfte einen eher schwachen Boden für die revolutionäre Ideologie Lenins. Der Gegensatz zwischen Großgrundbesitzern und Pachtbauern war schwächer, da es weit weniger große Anwesen als in anderen Teilen Russlands gab. Ebenso stand eine größere Arbeiterschaft nicht zur Verfügung, die für die Sache des Kommunismus hätte gewonnen werden können. Gemessen an den Wahlen zur konstituierenden Versammlung waren die Sozialrevolutionäre die dominante politische Partei, während in den Städten eher konservative Elemente Rückhalt besaßen. Mit der Wendung der Tschechoslowakischen Legionen gegen die Sowjetmacht wurde die dünne Patina der Parteiherrschaft über Sibirien vollends hinweggewischt. Das nichtrussische Korps brachte mit der Transsibirischen Eisenbahn die einzige Transportachse innerhalb des riesigen Landes unter seine Kontrolle.
Nach einwöchiger Belagerung eroberten die Tschechoslowaken am 25. Juni 1918 Jekaterinburg, das örtliche Verwaltungszentrum der Bolschewiki. Die vom sowjetischen Zentralrussland abgeschnittenen roten Truppen zogen sich daraufhin so weit wie möglich nach Westen zurück. Zwei Tage später konstituierte sich in Omsk eine „Provisorische Regierung Sibiriens“ unter Pjotr Wassiljewitsch Wologodski, die aus Regionalisten und Sozialrevolutionären bestand.
Neben den zivilen Intellektuellen der Städte und ausländischen Kräften ruhte die antibolschewistische Bewegung aber noch auf zwei weiteren Säulen. Einerseits lehnten die Kosaken Sibiriens, die ebenfalls in Omsk ihr Zentrum besaßen, die Revolution ab. Andererseits befanden sich in Sibirien mehr als 8.000 entlassene Offiziere der ehemaligen Zarenarmee. Als Anhänger eines ungeteilten russischen Nationalstaats lehnten sie aber sowohl die Sezessionsbestrebungen der Regionalisten als auch die Ideen der sozialen Umwälzungen der Sozialrevolutionäre ab. Die Provisorische Regierung schaffte es den Sommer über nicht, einen Apparat aufzubauen, der die gewaltige Fläche Sibiriens administrativ durchdrang, noch konnte sie die politischen Gegensätze zu den Konservativen überbrücken. Angesichts der Schwäche der Regierung und aus Opposition gegen ihre politischen Positionen führten die konservativen Militärs am 17. November 1918 einen Putsch durch, der zwar unblutig ablief, aber die parlamentarische Phase des Widerstands gegen die Bolschewiki endgültig beendete. An die Stelle der Provisorischen Regierung trat Admiral Koltschak, der auf ein Direktorium von Zivilisten eine Militärdiktatur gründete. Er sollte sich als „Oberster Regent Russlands“ vor den anderen Hauptführern der weißen Bewegung, die ihn trotz gewisser Differenzen als solchen anerkannten, hervorheben und das folgende Kriegsjahr weitgehend prägen. Sein Programm hat er selbst wie folgt zusammengefasst:

„In den außerordentlich schwierigen Bedingungen des Bürgerkriegs nehme ich das Kreuz dieser Macht auf mich und erkläre: Ich werde weder den Weg der Reaktion gehen, noch den fatalen Weg der Parteipolitik. Ich setze als mein Hauptziel den Aufbau einer effizienten Armee, den Sieg über die Bolschewiki und das Wiederherstellen von Recht und Ordnung. So dass das Volk für sich selbst ohne Unterdrückung die Art ihrer Regierung entscheiden kann unter Erkennung der Ideale der Freiheit, die überall in der Welt verlautbart werden.“

Diese Ablehnung des Anbietens einer politischen Vision, durch die Ablehnung der Parteipolitik, sollte sich später als einer der Gründe des Scheiterns der Militärregierung erweisen, doch über den Winter 1918 kamen die Operationen auf beiden Seiten einstweilig zum Stillstand. Rote wie Weiße bereiteten sich auf das kommende Jahr vor.

### Intervention der Entente-Mächte
Die Entscheidung Lenins, durch die Annahme des Friedensvertrag von Brest-Litowsk ein bedingungsloses Appeasement gegenüber den Mittelmächten durchzuführen, führte zur Abwendung der militärischen Bedrohung, die die deutschen und k.u.k.-Truppen für die junge Sowjetmacht darstellten. Allerdings wurde durch diese Politik das russische Verhältnis zu den bisher alliierten Mächten sehr belastet. Zur Sicherung ihrer Interessen in Russland und um einer weiteren deutsch-sowjetrussischen Annäherung entgegenzuwirken, wurden noch während des Weltkriegs Truppen nach Russland entsandt.
Da die europäischen Häfen Russlands an der Ostsee für die Alliierten noch nicht erreichbar waren, landete das erste britische Kontingent aus 600 Soldaten im Juni 1918 in Murmansk am Arktischen Ozean. Die Briten besetzten den Hafen, fernab vom russischen Kernland, und das Umland. Vor Ort agierten die britischen Truppen wie auf Kolonialschauplätzen, indem sie lokale Hilfstruppen aushoben und indirekt regierten. Im Laufe der Zeit sahen sich die Briten immer mehr mit Meutereien konfrontiert und zogen wieder ab.

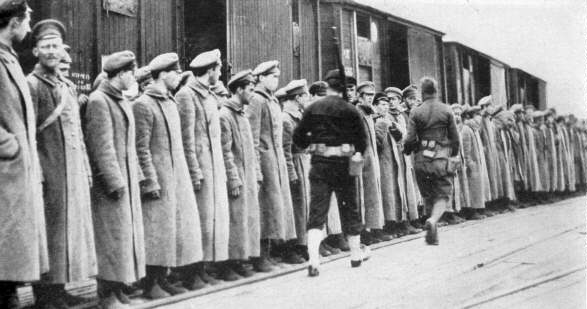
Gefangene Bolschewiki in Archangelsk

Ein weiteres Landungsunternehmen fand im August 1918 in Archangelsk statt. Hier landeten zuerst 600 britische und französische Soldaten. Sie wurden durch ein US-Kontingent von 5.000 Mann der Polar Bear Expedition verstärkt. Anlass war die Sicherung der dortigen Waffendepots, die weder in die Hände der Deutschen noch der Bolschewiki fallen sollten. Ebenso betonten amerikanische Politiker die Verpflichtung, der Tschechoslowakischen Legion zu Hilfe zu eilen, was allerdings aufgrund der enormen Distanz zwischen Archangelsk und den Tschechoslowaken in Sibirien eher den Charakter eines Vorwandes hatte. Die Expeditionstruppe konnte mehrere hundert Kilometer in das Landesinnere vorstoßen. Vereinzelte Kämpfe zwischen den Alliierten und roten Truppen zogen sich durch das ganze folgende Jahr, ohne dass eine strategisch bedeutsame Entscheidung herbeigeführt werden konnte. Im Juli 1919 verließen die verbliebenen ausländischen Einheiten Nordrussland in Richtung Heimat. In den Ententeländern stand die durch den Ersten Weltkrieg ohnehin kriegsmüde öffentliche Meinung der Intervention immer ablehnender gegenüber.
Im Dezember 1918 landete ein französisch-griechisches Kontingent von 5.000 Mann in Odessa und besetzte die Krim. Unterstützt wurde es von einem französischen Flottenverband. Die nach dem Waffenstillstand vom 11. November 1918 noch in der Südukraine befindlichen deutschen Verbände, deren Abtransport durch den in Sewastopol stationierten deutschen Vizeadmiral Albert Hopman als Waffenstillstandskommissar für das Schwarze Meer und das Mittelmeer mit den Alliierten ausgehandelt wurde, fungierten hier teilweise – widerwillig – als „Vorposten der Entente“ (Hopman). Als sich das Kriegsgeschehen näherte, kam es zu einem Aufstand in der französischen Schwarzmeerflotte, bei der die rote Fahne gehisst wurde; die Meuterer erzwangen im April 1919 den Rückzug Frankreichs. Die letzten Ententetruppen verließen Odessa am 7. April 1919.

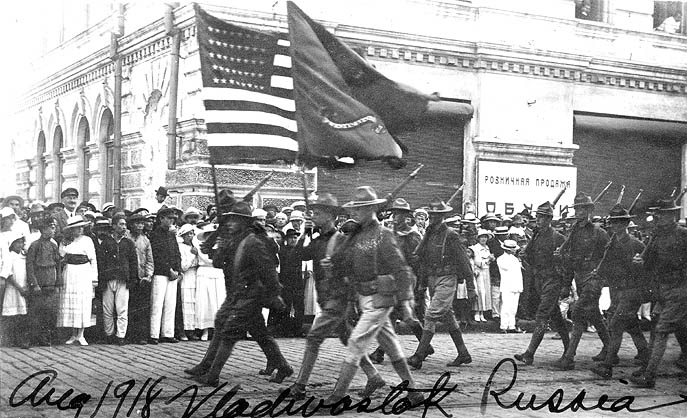
US-Truppen in Wladiwostok 1918

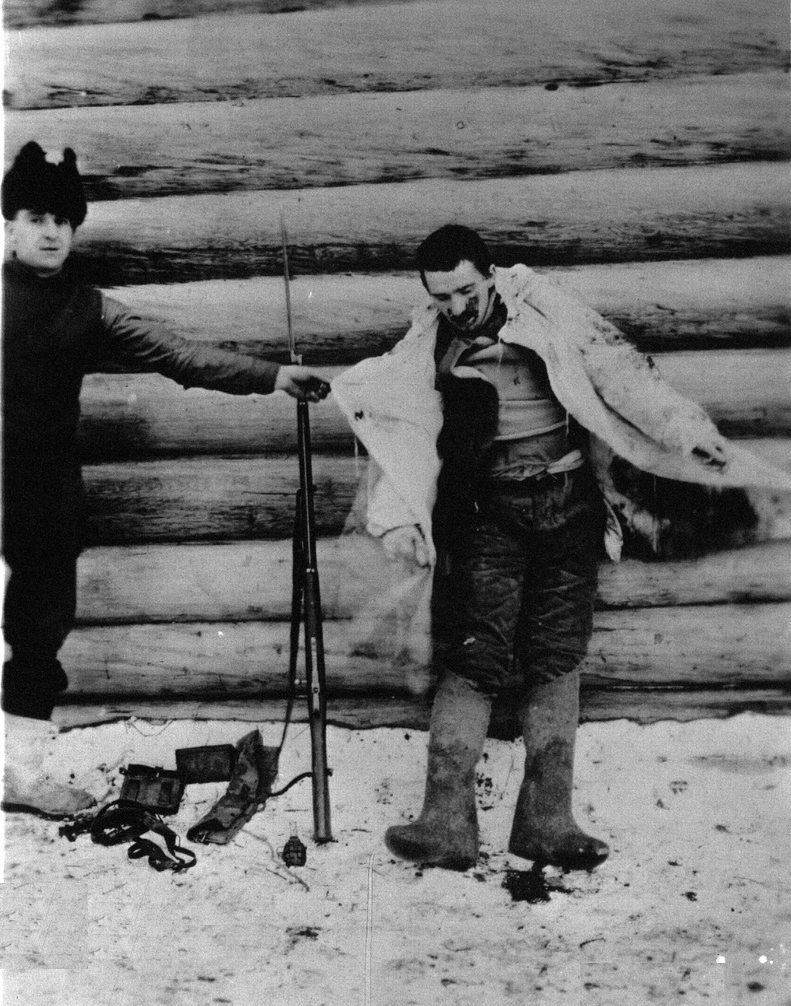
Toter Soldat der Roten Armee in Archangelsk

Am längsten währte die ausländische Präsenz im größten Pazifikhafen des ehemaligen Zarenreiches, Wladiwostok. Schon im April des Jahres 1918 waren einzelne japanische und britische Verbände hier an Land gegangen. Ihnen folgte auch hier ein amerikanisches Expeditionskorps, die American Expeditionary Force Siberia in Stärke von 8.000 Soldaten. Wladiwostok sollte als Nachschublinie für die sibirischen Truppen Koltschaks dienen. Dieser war aufgrund seiner antideutschen Haltung von der Entente als legitimes Staatsoberhaupt Russlands anerkannt worden. Bis zum Niedergang der weißen Bewegung 1920 blieben die alliierten Soldaten in Sibirien. Die Bolschewiki gründeten 1920 in Tschita die Fernöstliche Republik. Als Gegengewicht gegen diese gründeten die 70.000 Mann starken japanischen Interventen 1921 die Küstenrepublik (siehe Sibirische Intervention). Im Kampf zwischen beiden Staaten setzten sich schließlich die Roten durch. Sie erreichten Wladiwostok allerdings erst im Dezember 1922, nach der Integration der Fernöstlichen Republik in die Sowjetunion.
Auch wenn die Bedeutung der Invasionstruppen von sowjetischen Historikern oft herausgestellt wurde, so war ihr militärischer Einfluss auf die Entscheidung des Bürgerkrieges eher geringfügig. Die deutsche Besetzung bis zum Kollaps des Kaiserreichs im November 1918 war in der frühen Periode dieses Krieges eine größere Bedrohung für den Sowjetstaat als die an der Peripherie eingreifenden kleinen Kontingente der ehemaligen Bündnispartner.
Weitaus wichtiger für das Bürgerkriegsgeschehen waren alliierte Lieferungen und Hilfsleistungen an die Weiße Armee in Sibirien und in Südrussland. So schrieb Winston Churchill in einem Memorandum vom 15. September 1919, dass im Jahr 1919 England 100 Millionen Pfund und Frankreich zwischen 30 und 40 Millionen Pfund für die weißen Truppen in Russland ausgegeben hätten.

## 1919 – Die Niederlage Koltschaks

### Militärischer Verlauf
In Sibirien und dem Ural hatte sich unter Admiral Koltschak als nominell höchstes Organ der weißen Bewegung eine Militärdiktatur herauskristallisiert. Über den Winter 1918/19 hatte sie ihre Herrschaft festigen können, da die sowjetische Regierung sich außenpolitischen Zielen zuwandte. Die kommunistische Führung erwartete die Weltrevolution. Diese Erwartung wurde durch die Novemberrevolution in Deutschland noch verstärkt. So verfasste im Mai 1919 die zwei Monate zuvor gegründete Komintern Aufrufe, die den proletarischen Aufstand in Europa propagierten. Ein weiterer Faktor für die Passivität der Bolschewiki gegenüber der Bewegung Koltschaks war die Verkennung der Lage durch die Führer der Roten Armee. Trotzki schilderte zu Jahresbeginn 1919 die Lage an den Bürgerkriegsfronten als beruhigt und für die Kommunisten vorteilhaft.
In diesem Klima erwies sich die am 4. März 1919 begonnene Offensive der Weißen Armee Koltschaks als überraschender Schlag gegen die Sowjetmacht. Die Operation zielte auf Ufa, den zentralen Eisenbahnknotenpunkt im Ural ab. Durchgeführt wurde sie von zwei Armeen. Die Westliche Armee unter General Chanschin stieß direkt in Richtung Ufa vor. Die Sibirische Armee unter dem tschechischen General Gajda befand sich 200 km nördlich und sollte von Perm aus vorstoßen. Der Sibirischen Armee gelang zwar ein Vorstoß über fast 300 Kilometer ins rote Gebiet. Dies war jedoch strategisch zweitrangig, da sich in dem vor ihr liegenden Gebiet keine wichtigen Städte oder Transportknotenpunkte befanden. Das Vordringen der Westlichen Armee war ein Schock für die rote Militärführung. Der Westlichen Armee gelang es am 28. April 1919, Ufa zu erobern und somit den zentralen Eisenbahnzugang zum Ural für die Roten zu sperren. Die Rote 5. Armee, die Ufa verteidigte, verlor dabei zwei Drittel ihrer Ausgangsstärke von 30.000 Soldaten. Die Eroberung der Stadt erwies sich allerdings als Pyrrhussieg. Nun hielt die Armee Chanschins einen 150 Kilometer tiefen und knapp 300 Kilometer langen Gebietsvorsprung in der Roten Front, dadurch wurden ihre Flanken exponiert. Die nördliche Armee Gajdas war zu weit entfernt, um der Armee Chanschins Hilfe leisten zu können. Am 28. April begannen die Rote 1. Armee von Süden und die Rote 2. Armee von Norden einen Gegenangriff an den Flanken. Ende März hatte die, nun wieder verstärkte, Rote 5. Armee unter dem Kommando von Michail Tuchatschewski Ufa zurückerobert, und die weißen Truppen standen wieder an ihren Ausgangsstellungen.
Nun hatte auch die politische Führung der Bolschewiki die Wichtigkeit der östlichen Bürgerkriegsfront erkannt. Lenin proklamierte am 29. Mai 1919: „Wenn wir vor dem Winter nicht den Ural einnehmen, so wird die Niederlage der Revolution unvermeidlich sein.“ Die bis zur Ufa-Offensive Koltschaks materiell vernachlässigte Östliche Armeegruppe der Roten wurde nun unter Sergei Kamenews Befehl gestellt und personell rasch aufgestockt. Zu Jahresbeginn umfasste sie 84.000 Mann, bis Mitte Mai hatte sich ihre Stärke auf 360.000 Mann vervierfacht. Die Gesamtzahl der kämpfenden Truppe Koltschaks belief sich zu Beginn seiner Operation auf etwa 100.000 Bewaffnete. Entsprechend erfolgreich zeigte sich die Sommeroffensive der Roten Truppen. Am 1. Juli wurde Perm zurückerobert, die Sibirische Armee der Weißen trat daraufhin einen ungeordneten Rückzug nach Osten an. Zwei Wochen später fiel mit Jekaterinburg das wichtigste Industriezentrum des Urals an die Roten. Am 24. Juli wurde Tscheljabinsk von der Roten 5. Armee erobert. Damit waren Koltschaks Einheiten aus dem Uralgebirge verdrängt worden. Der Verlust dieser Verteidigungslinie erwies sich als Desaster für die antibolschewistische Bewegung des Admirals. Seine dritte Großformation, die Südliche Armee unter Below, die im Raum Orenburg stand, wurde dadurch von Sibirien abgeschnitten und musste mangels Nachschub am 14. September 1919 kapitulieren. Doch auch den beiden anderen Armeen erging es nicht besser. Nach den verlustreichen Schlachten im Ural konnte der Vormarsch der bolschewistischen Truppen nicht mehr aufgehalten werden. Bis zum Oktober war die rote Armeegruppe bis auf 200 Kilometer an Koltschaks Regierungssitz Omsk herangerückt. Die Stadt fiel am 14. November kampflos an die Truppen der Bolschewiki.
Koltschak wurde von der tschechoslowakischen Legion gefangen genommen, unter Sicherheitsgarantien der Roten Armee ausgeliefert und im Februar 1920 in Irkutsk erschossen.

### Militärische Gründe für das Scheitern
Koltschak vermochte es nicht, die Qualität seiner Armee auf ein den Roten überlegenes Niveau zu heben. Er bemängelte selbst die geringe Verbindung zwischen Mannschaften und Offizieren. Zwar verfügte er mit 17.000 Offizieren über eine beachtliche Anzahl an militärischem Führungspersonal, es waren aber nur 1.000 Offiziere durch eine reguläre Kaderausbildung gegangen. Die Mehrheit seiner Truppenführer bestand aus im Weltkrieg in Unteroffiziersränge beförderten Wehrdienstleistenden. Auch die Mannschaften selbst stellten ein Problem dar. Während die Bolschewiki auch aus dem Reservoir der Weltkriegsveteranen schöpften und somit bereits ausgebildete Soldaten mit Gefechtserfahrung hatten, war Koltschak gegenüber dieser Bevölkerungsgruppe sehr reserviert. Die weiße Administration zog fast ausschließlich die Jahrgänge heran, die nicht im Weltkrieg gedient hatten, da Koltschak die Durchdringung der Veteranen mit revolutionärer Propaganda, noch aus der Zeit des Krieges, fürchtete. Die Ausbildung der Eingezogenen war mangelhaft und verlief zu langsam. Als Omsk an die Roten fiel, befanden sich in der Stadt annähernd 30.000 junge Wehrpflichtige, die nie ein militärisches Training erhalten hatten.
Zudem verfügten die Sowjets mit den rund 60 Millionen Menschen Zentralrusslands über ein größeres Bevölkerungsreservoir als die Weißen mit dem dünn besiedelten Sibirien. Die Territorien, welche von der Weißen Bewegung kontrolliert wurden umfassten knapp unter acht Millionen Einwohner. So hatte die Rote Armee bereits zum Jahreswechsel 1918/19 eine Stärke von fast 800.000 Soldaten. Dies übertraf die Gesamtstärke aller weißen Armeen in Russland bei weitem. Die zahlenmäßige Unterlegenheit führte dazu, dass die weißen Truppen ohne Ruhepause an der Front standen, während die Rote Armee ihre Truppen aus der Kampflinie ziehen konnte, um sie in der Etappe zu regenerieren. Dies erklärt den Zusammenbruch der weißen Kampfmoral nach dem Scheitern der Verteidigung des Urals.
Ein weiteres Problem der weißen Truppen war die Versorgung der Truppen mit Munition und Nahrungsmitteln. Weder der Ural noch Sibirien verfügten im Jahr 1919 über eine intakte Kriegsindustrie und der größte Teil der ehemals zaristischen Waffen- und Munitionsreserven befand sich im nun sowjetischen Zentralrussland. Die weißen Truppen mussten daher auf die Hilfe der Entente, allen voran Großbritanniens zurückgreifen, die über den sibirischen Hafen Wladiwostok eintraf. Zwar wurden bis Jahresende auch große Mengen an Material bereitgestellt, darunter eine Million Gewehre, 15.000 Maschinengewehre und 700 Geschütze. Doch der Transport durch ganz Sibirien über mehrere tausend Kilometer erwies sich als gewaltiger Nachteil. Zur Zeit der Ufa-Offensive und der Kämpfe im Ural hatte der Großteil der ausländischen Hilfe die Truppe noch nicht erreicht. Als sie dann verfügbar war, befanden sich die Weißgardisten bereits auf dem Rückzug. Große Teile des gelieferten Nachschubs fielen auch der Korruption des Regimes zum Opfer und wurden unterschlagen und an Zivilisten verkauft. Dieses Problem wurde auf dem Nahrungssektor noch verschärft, da die weiße Armee für viele Zivilisten sorgte, die als Familienangehörige von Soldaten und Offizieren Rationen in Anspruch nahmen. So hatten zu Jahresbeginn bei einer Kampfstärke von 100.000 Mann mehr als 800.000 Personen Anspruch auf Versorgung durch die Armee. Die Ressourcen dafür wurden auf Kosten der örtlichen Bevölkerung requiriert, was die Popularität der Weißen in der Bevölkerung entscheidend minderte.

### Politische Gründe für das Scheitern
Koltschaks politisches Programm zeichnete sich während seines ganzen Wirkens durch Unbestimmtheit aus. Einerseits lehnte er zwar die Wiedererrichtung der Monarchie ab, allerdings gab er auch keine politische Vision für die Zukunft Russlands vor. Er betrachtete eine Militärdiktatur als optimale Lösung für den Übergangszustand des Bürgerkriegs. Dadurch schreckte er die Schicht der städtischen Gebildeten ab, die ein Wiedererstehen der russischen Autokratie fürchtete. Die linken Intellektuellen hatte er schon durch seinen Putsch gegen die Provisorische Regierung Sibiriens 1918 weitgehend gegen seine Bewegung aufgebracht. Gegenüber den Arbeitern blieb sein Programm vollkommen gleichgültig, was der bolschewistischen Propaganda nur noch mehr Vorschub leistete. Auch die Bauernschaft, der größte Teil der russischen Bevölkerung, konnte er nicht für sich gewinnen. In den Wirren der Revolution hatte auf dem Land eine „schwarze Umverteilung“ stattgefunden. Die Bauern hatten sich gewaltsam das Land der Gutsbesitzer angeeignet. Dies war durch Dekrete der Bolschewiki und der Sozialrevolutionäre im Nachhinein legalisiert worden. Koltschak nahm zu dieser Frage keine Stellung, und oft führte der Einmarsch seiner Truppen zu einer Wiedererlangung des Großgrundbesitzes durch die Adligen. Durch die Beschlagnahmung von Nahrungsmitteln verspielte die Weiße Armee noch den letzten Kredit, den sie bei den Bauern besessen hatte.
Diese politische Selbstisolierung machte einerseits selbst die Truppen für die rote Propaganda empfänglich, was sich in einer hohen Zahl von Desertionen zeigte. Andererseits verhinderte es, dass die weiße Propagandaarbeit die antibolschewistische Sache zu einer Massenbewegung machen konnte.
Noch größer waren die Folgen der politischen Isolation für die Administration Koltschaks selbst. Er regierte mit Hilfe eines „Rates des Obersten Herrschers“ in Omsk, der sich vorwiegend aus Armeeoffizieren und ehemaligen Politikern der Konstitutionellen Demokraten („Kadetten“) zusammensetzte. Diese liberale Partei war maßgeblich an der Februarrevolution beteiligt gewesen und hatte die Regierung Kerenski unterstützt. Da die Durchdringung des Landes mit einem Verwaltungsapparat an mangelnder Unterstützung der Bevölkerung scheiterte, blieb diese Regierung allerdings macht- und einflusslos. Der weiße General Alexei Budberg fasste die Situation des Rates wie folgt zusammen: „Das Regime war nur eine Hülse ohne Inhalt. Die Ministerien können mit riesigen, eindrucksvollen Windmühlen verglichen werden. Sie drehen geschäftig ihre Segel, aber ohne Mühlsteine und mit einer größtenteils kaputten oder fehlenden Maschinerie.“

## 1919 – Die weiße Bewegung im europäischen Russland

### Offensive Denikins

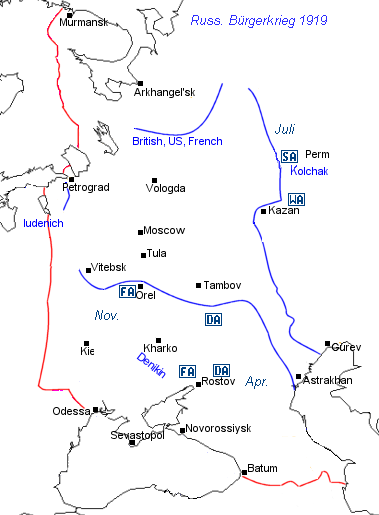
Weitester Vorstoß Denikins und Positionen Koltschaks 1919

Die Situation der weißen Bewegung in Südrussland war Anfang 1919 ambivalent. Abgeschnitten von ihrem nominellen Oberhaupt Koltschak verfolgten die südlichen Einheiten der Weißen eine vollkommen eigene militärische Strategie. Die Freiwilligenarmee hatte im Kaukasus einen durchschlagenden Erfolg erzielt. Die unter dem Kommando des Kosakenführers Pjotr Krasnow stehende Donarmee stand jedoch nördlich von Rostow in einem Abnutzungskampf mit der roten Südlichen Armeegruppe unter General Wladimir Gittis. Die 117.000 Rotarmisten waren den 38.000 Mann der Don-Armee kräftemäßig weit überlegen. Den Mangel an Ausbildung und Disziplin versuchte die rote Militärführung durch Aktionen der Tscheka und der Militärtribunale auszugleichen. So wurden allein in einer Armee während der Kämpfe 2.000 Todesurteile ausgesprochen, von denen 150 vollstreckt wurden. Bis zum Februar 1919 war die Kosakenarmee infolge der Überlegenheit ihrer Gegner auf 15.000 Bewaffnete zusammengeschmolzen. Damit war Krasnows politisches Schicksal besiegelt. Auf Druck der eigenen Leute trat er am 15. Februar von allen Posten zurück. Er wurde durch Bogajewski ersetzt, einen Kosakenführer mit engen Beziehungen zu General Anton Denikin. Der neue Chef der Don-Armee erkannte den militärischen wie politischen Oberbefehl des weißen Generals über die Kosaken auch an. Der Abtritt Krasnows war außenpolitisch von Vorteil für Denikin. Krasnow hatte vor dem Ende des Weltkriegs versucht, seiner Bewegung Hilfe aus dem Deutschen Reich zu verschaffen und hatte sogar versucht, diplomatische Beziehungen zu Wilhelm II. aufzunehmen. Dies hatte ihn in den Augen Großbritanniens desavouiert und somit Denikins Position noch mehr gestärkt.
Als nun unumstrittener Anführer der Weißen in der Don-Region fasste Anton Denikin sowohl die Kosaken wie auch seine eigenen Soldaten in den Streitkräften Südrusslands zusammen und wies die Freiwilligenarmee an, der bedrängten Don-Armee Hilfe zu leisten. Die siegreiche Formation wurde daraufhin aus dem Kaukasus per Eisenbahn in das Donezkbecken verlegt und deckte nun die westliche Flanke der angeschlagenen Don-Armee. Das Kräfteverhältnis zwischen Roten und Weißen hatte sich allerdings nochmals verschärft. Beide weiße Armeen verfügten über etwa 50.000 Soldaten. Die kommunistische Südliche Armeegruppe war bis Anfang März auf über 200.000 Mann gebracht worden. Bis zum Mai war die Freiwilligenarmee unter dem General Wladimir Mai-Majewski auch durch die Roten in die Defensive gedrängt worden. Dieser General vermochte aber die zahlenmäßige Unterlegenheit durch die Zuhilfenahme des dichten Eisenbahnnetzes des Donez-Industriegebiets auszugleichen. Seine Truppen pendelten zwischen gut vorbereiteten Verteidigungsstellungen und schlugen die roten Angriffe bis zum Mai zurück. Im Juni ging die Freiwilligenarmee zum Gegenangriff über und konnte sich gegen die geschwächte 2. Ukrainische Armee und die 13. Armee der Bolschewiki durchsetzen. Die beiden Armeen wurden in einen ungeordneten Rückzug getrieben, und schon Ende Juni besetzten die weißen Truppen das Zentrum des russischen Teils der Ukraine, Charkow.

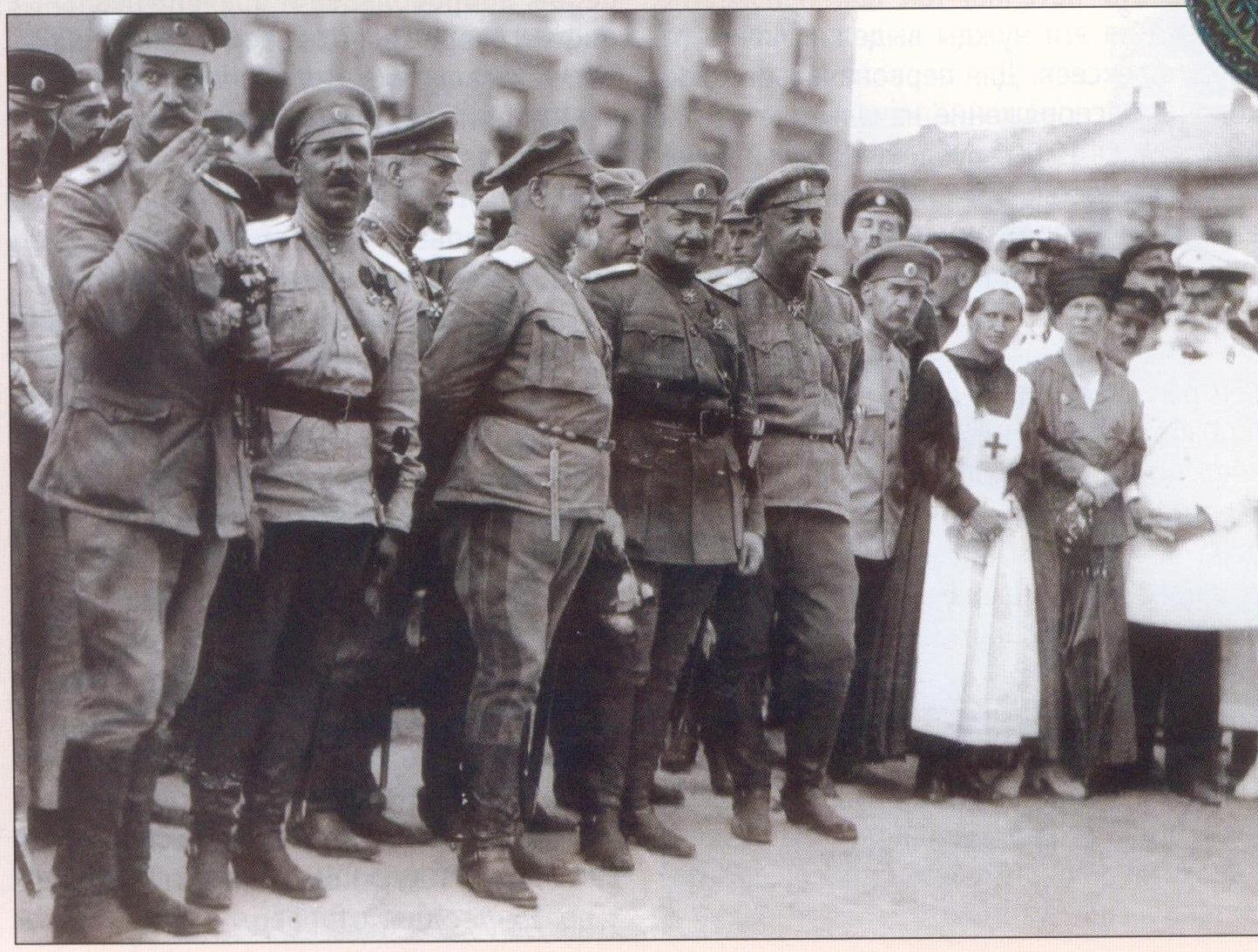
Anton Denikin (1. Reihe, 3. v. l.) in Charkow nach der Eroberung der Stadt. Juni 1919

Im Osten der Freiwilligenarmee wurde die angeschlagene Don-Armee mit Truppen Denikins verstärkt. Das Kommando übernahm der weiße General Pjotr Wrangel, der schon in der Kaukasuskampagne siegreich eine Kavalleriedivision befehligt hatte. Wrangel gelang es, seine Truppen gegenüber den Angriffen der 10. Armee der Roten unter Alexander Jegorow zu konsolidieren. Im Mai 1919 griff er durch geschickten Einsatz seiner Kavallerie die gegnerische Armee überraschend an ihren Flanken an. Dadurch wurden die Bolschewiki in die Defensive gedrängt, und auch hier löste sich der Zusammenhalt der roten Truppen auf. Wrangel verstärkte die Offensive und eroberte am 30. Juni 1919 das „Rote Verdun“ Zarizyn. Mit dem Vormarsch der Don-Armee, die wenige Monate zuvor vor einer militärischen Katastrophe gestanden hatte, hatten die Bolschewiki vollkommen die Initiative an ihrer Südfront verloren, und Denikin bereitete sich auf größere Unternehmungen vor.
Der Zusammenbruch der roten Südfront war, vor allem nach den Kräfteverhältnissen zu urteilen, außergewöhnlich. Er kam auch für das sowjetische Oberkommando unter Trotzki überraschend. Ein Faktor für die Niederlage war, dass alle drei Armeen der Roten vor unsicherem Hinterland kämpften. Im Rücken der 2. Ukrainischen Armee und der 13. Armee sorgte der Anarchistenführer Nestor Machno für Unsicherheit. Er war im Jahr 1918 mit der Zentralregierung Lenins verbündet und sollte für sie einen Puffer zur Ukraine schaffen, doch er hatte sich zum Jahreswechsel gegen seine einstigen Verbündeten erhoben. Die 8. Armee ging auf dem Gebiet des Territoriums der Donkosaken vor. Noch Anfang März waren diese durch die Abnutzungsschlacht demoralisiert und kriegsmüde, was es Krasnow schwer machte, neue Reserven zu mobilisieren. Doch mit dem Einmarsch der Roten Armee erhoben sie sich erneut. Das Zentralkomitee der kommunistischen Partei als höchstes Parteiorgan hatte noch im Februar verlangt, dass gegen die Kosaken mit aller Härte durchgegriffen werden solle. Ebenso beschloss die Regierung am 24. Januar 1919 ein „Entkosakisierungsprogramm“; durch das die nichtkosakische Bevölkerung der Region zur politischen Macht gelangen und die ehemaligen, bis dahin privilegierten und steuerbefreiten Wehrbauern als eigenständige Schicht ausgelöscht werden sollten. Unter anderem verbot man das traditionelle Kosakengewand und setzte örtliche Komitees ein, die diese Politik überwachen sollten. Dies gipfelte in Terror und Schauprozessen gegenüber wirklichen und vermuteten Gegnern des Regimes. Anstatt die Kosaken also ins politische System zu integrieren, gab man ihnen zahlreiche Gründe, sich erneut gegen die Sowjetmacht zu wenden.
Doch die Rote Armee selbst war nur bedingt einsatzfähig. Die Reformen Trotzkis steckten noch in den Anfängen. Der Oberkommandeur der Roten Armee richtete ein System ein, das auf ehemalige Offiziere der Zarenarmee zurückgriff, die von Politkommissaren überwacht wurden. Ihre Loyalität wurde auch durch die von Trotzki angeordnete Sippenhaftung im Falle des Überlaufens gesichert. Bis zum Ende des Bürgerkriegs wuchs ihre Zahl in den Reihen der Roten Armee auf rund 75.000 an. Dieses System war Mitte 1919 noch nicht eingespielt. Man war nicht in der Lage, die bäuerlichen Rekruten, die nunmehr eingezogen wurden, an die Roten Streitkräfte zu binden. Dies äußerte sich unter anderem in einer hohen Rate von Desertionen. Ebenso gab es trotz der Zwangsrekrutierung ehemaliger Truppenführer des Weltkriegs einen großen Mangel an ausgebildetem Personal, und die Rote Armee griff oft weiterhin auf Unteroffiziere der radikalisierten Soldatenmassen von damals zurück, was sich in großen organisatorischen Problemen äußerte. Die Führung der Roten Armee reagierte auf die geringere Kampfkraft ihrer Truppen gegenüber den Weißen mit Terror. Im August 1919 schuf Trotzki spezielle Sperrabteilungen, die hinter der Front Deserteure jagen sollten. Es sind Fälle überliefert, bei denen Reserveeinheiten befohlen wurde, auf ihre zurückweichenden Kameraden zu schießen. Nach Aussage des ehemaligen Oberkommandeurs der Roten Armee Jukums Vācietis waren diese Maßnahmen eher kontraproduktiv: „Die auf strengen Bestrafungen basierende Disziplin, die in unserer Roten Armee durchgesetzt wurde und wird, hat nur zu Furcht und zur mechanischen Ausführung von Befehlen ohne Inspiration und Pflichtbewusstsein geführt.“

### Judenitsch-Offensive
Während Denikins Truppen große Teile der Roten Armee im Süden banden, erwuchs dem kommunistischen Regime an der nordwestlichen Grenze des ehemaligen Reichs eine neue Gefahr. Unter der Protektion der deutschen Besatzer hatten sich im russisch-estnischen Grenzgebiet bereits 1918 weiße Militäreinheiten formiert. Mit der Revolution in Deutschland übernahmen die Roten wieder das Territorium und die Weißen zogen sich nach Estland zurück. In diesem Staat, der seine neugewonnene Eigenstaatlichkeit durch den Kommunismus bedroht sah, „überwinterte“ die weiße Nordwest-Armee. Im Mai 1919 überschritt sie mit 6.000 Soldaten unter General Judenitsch die Grenze. Ihr gelang es binnen weniger Wochen, ein 18.000 km² großes Territorium um die Stadt Pskow zu besetzen. Ende September erneuerte die weiße Armee ihre Offensive in Stoßrichtung Petrograd. Bis zum 21. Oktober 1919 waren Judenitschs Soldaten bis auf 30 Kilometer an die ehemalige Hauptstadt Russlands herangerückt.
Angesichts der Bedrohung und der ökonomischen und propagandistischen Bedeutung der Stadt zog die Sowjetregierung Truppen aus der Front gegen Denikin ab. Kurz nachdem Leo Trotzki den Befehl über die Verteidigung der Stadt übernommen hatte, waren die beiden Roten Armeen im Raum Petrograd auf über 70.000 Soldaten angewachsen. Die Nordwest-Armee war zwar mittlerweile auf rund 15.000 Mann verstärkt worden, doch waren ihre Ressourcen beschränkt. Der Hauptteil der personellen Verstärkungen bestand aus desertierten Rotarmisten, war wenig motiviert und wenig zuverlässig. Da Judenitsch, wie seine damaligen weißen Kampfgenossen, kein politisches Programm vorstellte, blieb auch die Unterstützung der Bevölkerung der eroberten Gebiete gering. Die materielle Lage war noch hoffnungsloser. Die Nachschubsituation war schlecht, da zu den estnischen Versorgungsbasen der Weißen kaum leistungsfähige Eisenbahnverbindungen bestanden. Generell war die Armee schlecht bewaffnet, so hatte sie den 581 Geschützen der Roten nur 44 Stück entgegenzusetzen. Bereits im November standen die Weißgardisten wieder an der estnischen Grenze. Die Regierung des baltischen Landes erlaubte ihnen die rettende Einreise, entwaffnete und internierte die Russen jedoch bereits Tage nach ihrer Ankunft. Somit hatte die sowjetische Regierung Reserven für den Kampf gegen Denikin zur Verfügung, und Estland schloss im Dezember 1919 als erster Nachbarstaat Russlands einen Waffenstillstand mit den Bolschewiki.

### Denikins Marsch auf Moskau

Denikins Offensive auf Moskau im Sommer 1919

Nach den überraschenden Gewinnen des Frühsommers 1919 setzte Denikin im Juli die Strategie seiner Verbände fest. Er plante, seine drei Hauptgruppen – die Kaukasus-Armee unter Wrangel im Osten, die Don-Armee unter Sidorin im Zentrum und die Kiewer Armee Dragomirows in der Ostukraine – in einer keilförmigen Bewegung auf die Hauptstadt Moskau marschieren zu lassen. Der Hauptstoß sollte im Zentrum erfolgen, hier sollte die Freiwilligenarmee unter Wladimir Mai-Majewski die Speerspitze des Angriffs bilden.
Im August kam es zum 9.000 Mann umfassenden Vorstoß des Mamontow-Korps der die Nachschublinien der Roten Armee nachhaltig störte. Dabei erlangten die Kosakentruppen des Korps kurzzeitig die Kontrolle über Tambow und besetzten kurzzeitig Woronesch, bevor sie sich wieder an den Don zurückzogen. Dabei verübten die Soldaten des Korps zahlreiche Racheakte gegen tatsächliche und vermeintliche Unterstützer der Bolschewiki und Plünderungen der Zivilbevölkerung.
Der Freiwilligenarmee, die als Eliteverband der Weißen angesehen werden muss, gelang im Herbst bei der folgenden Kromy-Orjoler Operation greifbare Erfolge. Am 20. September eroberte sie Kursk, die beiden örtlichen Roten Divisionen lösten sich fast vollständig auf. Am 14. Oktober marschierte die Freiwilligenarmee in Orjol ein und befand sich nun 400 km südlich von Moskau. Auch Dragomirows Truppen gelang mit der Eroberung von Tschernigow ein Erfolg, der die Ukraine noch weiter dem Einfluss der Sowjets entzog. Mit dem Verlust von Orjol machte sich zeitweilig Panik im Roten Oberkommando breit, doch es gelang ihm schließlich wiederum, offensiv zu werden.
Gleichzeitig verschafften sich die Bolschewiki durch Verhandlungen eine Atempause an der polnisch-sowjetischen Front. Es gelang durch großzügige Territorialversprechungen im September mit Polen einen Waffenstillstand auszuhandeln. Die polnische Armee war bislang erfolgreich in Belarus vorgerückt. Dem Waffenstillstand lagen auf polnischer Seite politische Überlegungen zugrunde. Das Prinzip eines „einigen und unteilbaren Russlands“ der Weißen Bewegung, stand den eigenen geopolitischen Zielen des Międzymorze entgegen. Entsprechend kritisch sah Józef Piłsudski den erfolgreichen Vormarsch der Südrussischen Streitkräfte. Der Waffenstillstand erlaubte der Roten Armee größere Truppenverlegungen. Zehntausende Rotarmisten konnten in Folge nach Moskau verlegt werden.

### Niederlage Denikins

Einmarsch der Roten Armee in Orjol

Im September hatte das Oberkommando der Roten Armee begonnen, eine Stoßgruppe aus loyalen Kosaken, Kavallerie und der Lettischen Schützendivision zu bilden. Diese Einheit schaffte es, Orjol, sechs Tage nachdem es an die Weißen gefallen war, wieder einzunehmen. Damit wäre ein fragiles Patt erreicht gewesen, hätte nicht eigenmächtiges Handeln des roten Kavalleriekommandeurs Budjonny die Lage entscheidend verändert. Er stand mit der 1. Roten Reiterarmee östlich des Keils, den die Weißen bildeten. Seinen Befehlen nach sollte er östlich gegen die Kaukasus-Armee Wrangels vorgehen, doch er entschied sich, westlich Sidorins Truppen anzugreifen. Am 24. Oktober nahmen seine Reitertruppen Woronesch ein. Durch den Verlust dieses Eisenbahnknotenpunkts war die „Freiwilligenarmee“ als Speerspitze der Weißen vom Nachschub abgeschnitten und trat den Rückzug an. Denikin hatte die Initiative verloren, und seine Offensive war somit gescheitert. Er konnte den Rückzug seiner Armee, deren Moral zusammengebrochen war, nachdem Moskau unerreichbar wurde, auch nicht mehr stoppen. Am 13. Dezember 1919 eroberten die roten Truppen Kiew zurück; bis Anfang Januar verlor Denikin das Territorium des Don-Gebiets. Rostow, die Hauptstadt des Kosakenterritoriums, fiel am 7. Januar 1920. Seine letzten Truppen zogen sich fluchtartig in das Kubangebiet zurück. 37.000 Mann wurden auf englischen Schiffen von Noworossijsk auf die Krim evakuiert. 60.000 blieben zurück und gingen in Gefangenschaft. Denikin selbst wurde ebenfalls evakuiert, doch angesichts seiner Niederlage hatte er jede Legitimität als Anführer der weißen Bewegung verloren. Er verließ Russland im April 1920 und starb 1947 im amerikanischen Exil.
Denikins Offensive war der Punkt des Bürgerkrieges, an dem die Rote Zentralmacht am meisten gefährdet war. Mit seiner Niederlage war allerdings die letzte Möglichkeit der Weißen, den Widerstand gegen die Bolschewiki in das russische Kernland zu tragen, vertan.
Die Gründe für das Scheitern der Weißen Offensive lagen sowohl im militärischen wie auch im politischen Bereich. Denikins Truppen kämpften an einer fast 1.000 Kilometer langen Front zu jeder Zeit gegen zahlenmäßig überlegene Kräfte. Er hatte höchstens 99.000 Soldaten zur Verfügung. Demgegenüber standen 150.000 Rotarmisten an der Front, und über 677.000 Mann als Reserven. Als Oberbefehlshaber war er sich dieser Faktoren sicher bewusst, seine Planung stützte sich auf die Annahme, breite Unterstützung aus der Bevölkerung zu bekommen. Denikin hoffte, mit seinem Vormarsch einen Aufstand gegen die kommunistische Herrschaft auszulösen. So schlecht die Situation im sowjetischen Territorium auch war, Denikin konnte die Bevölkerung nicht auf seine Seite ziehen. Ein Faktor, der die weiße Bewegung aus der Sicht der Bauern desavouierte, war die Versorgungspraxis der Armee. Denikin hatte nicht die Ressourcen und Logistik, seine Soldaten über Hunderte von Kilometern aus seinen Nachschubbasen am südlichen Don zu versorgen. Als Reaktion darauf erlaubte er den Truppen die „Selbstversorgung“ – also Zwangsrequirierung – von Nahrungsmitteln und anderen Gütern. Dies artete zu regelrechten Plünderungen aus. Wrangel beschwerte sich in einem Brief bei Denikin, worin nun noch der Unterschied zwischen den Weißen und den Bolschewiki liege, die seit 1918 im großen Stil und unter Strafandrohung zur Versorgung der Städte Nahrung konfiszierten. Der Feldgeistliche Georgi Schawelski äußerte sich folgendermaßen über die Übergriffe der „Freiwilligenarmee“: „Raub, Spekulation, Frechheit und Schamlosigkeit zersetzen den Geist der Armee. Eine räuberische Armee ist keine Armee, sie ist eine Bande.“ Infolgedessen hatte Denikin ab Januar 1920 noch mit den „Grünen“ zu kämpfen. Dies waren kleine Einheiten aus Bauern und Deserteuren, die das Hinterland der bereits in Auflösung befindlichen weißen Armee unsicher machten.
Generell machte Denikin denselben Fehler wie sein nominell übergeordneter Befehlshaber Koltschak. Er stieß weder Reformen an, noch stellte er ein detailliertes politisches Programm auf. Im Gegensatz zu den Bolschewiki formulierte er nicht einmal eine Vision, die seine Bewegung auf eine breite emotionale Basis hätte stellen können. Er versuchte, die von ihm kontrollierten Gebiete – auf dem Höhepunkt des Vormarsches umfassten sie 42 Millionen Menschen – mit einer Militärdiktatur als „Übergangslösung“ zu regieren. Doch selbst dieser bescheidene Anspruch schlug fehl. Durch Plünderungen, den Mangel an politischem Programm und die diktatorische Regierungsstruktur entfremdeten die weißen Generäle die gebildete Schicht der Städte von ihrer Bewegung. Infolgedessen waren sie selbst personell nicht in der Lage, einen tragfähigen Verwaltungsapparat aufzubauen, da ihnen die Intelligenzija die Zusammenarbeit verweigerte. Die Administration der Antikommunisten blieb auch in Südrussland ineffizient und ohne breite Unterstützung. Dadurch verstärkten sich natürlich die Versorgungsprobleme der Truppen an der Front noch mehr, und die Plünderungen nahmen weiter überhand.

### Folgen für Transkaukasien

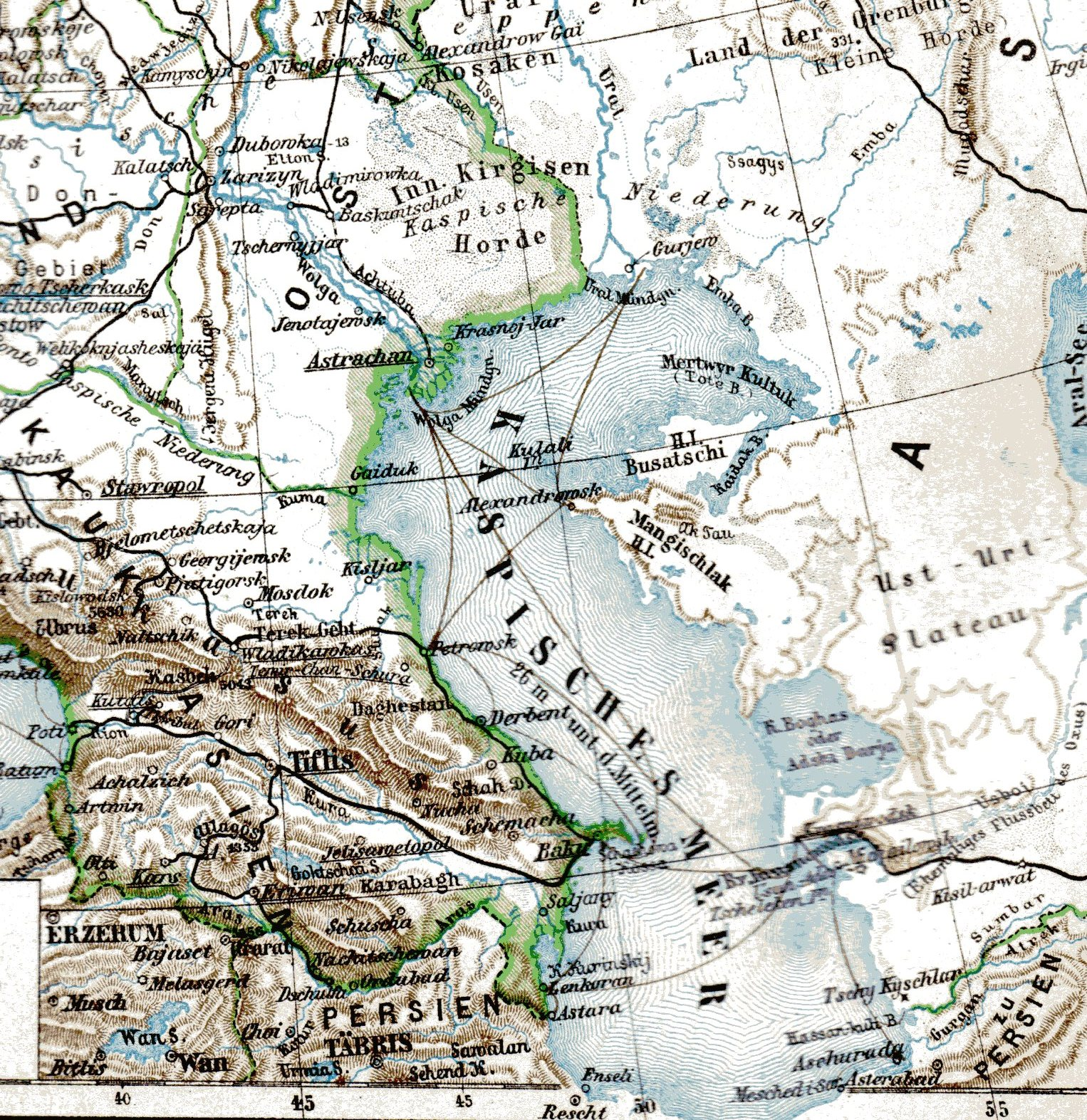
Kaspisches Meer um 1907. Ausschnitt aus Karte Europäisches Russland, Meyers Großes Konversations-Lexikon, Bad. 17, LeipzigWien 1907, nach S. 288

Die Region Transkaukasien war durch die Weißen Truppen in Südrussland dem Einfluss der sowjetischen Regierung entzogen, da die Rebellen die Verkehrsverbindungen größtenteils blockieren konnten. 1918 erklärten sich die Armenier, Aserbaidschaner und Georgier vom Rumpfstaat unabhängig. Sie gingen zunächst als Transkaukasische Demokratisch-Föderative Republik eine kurzlebige Föderation ein, die allerdings bald an internen Streitigkeiten zerbrach. Im Mai 1918 wurden die drei Staaten Demokratische Republik Armenien, Demokratische Republik Aserbaidschan und Demokratische Republik Georgien unabhängig. In Georgien bestand die Regierung aus Menschewiki, Armenien und Aserbaidschan wurden von nationalistischen Parteien regiert. Den Bolschewiki gelang es nur im Mai 1918, im aserbaidschanischen Ölzentrum Baku Fuß zu fassen. Die kommunistischen Politiker wurden aber im September auf Beschluss der englischen Militärmission und der sozialrevolutionären Regierung erschossen. Die Toten von Baku (darunter auch Linke Sozialrevolutionäre und Daschnaken) wurden im Folgenden als die „26 Kommissare“ in der Sowjetunion verehrt. Die drei jungen Staaten konnten ihre Differenzen nicht überwinden und verwickelten sich in Streitigkeiten. Armenien und Aserbaidschan lieferten sich sogar einen Grenzkrieg. Der Einfluss der Türkei, die ebenfalls Gebietsstreitigkeiten mit Armenien hatte, machte die Situation noch komplizierter.
Eine Allianz mit der weißen Bewegung kam für die transkaukasischen Staaten auch nicht in Frage, da diese Russland in seinen alten Grenzen wiederherstellen wollten. Alle drei Republiken wurden aber vom westlichen Ausland anerkannt. Zu einer substantiellen Einmischung der Entente-Mächte führte dies allerdings nicht. Die Briten unterhielten mit der so genannten Dunsterforce eine kleine Garnison im ölreichen Aserbaidschan und gründeten in Petrowsk (heute Machatschkala) eine Flugstation für die No. 266 Squadron RAF der Royal Air Force. In Baku wurde außerdem die British Caspian Flotilla der Royal Navy aufgestellt, die vor allem die britisch-weißrussische Seeherrschaft auf dem Kaspischen Meer sichern sollte, um den Bolschewiki den Erdölnachschub aus Baku abzuschneiden. In diesem Kontext fand am 21. Mai 1919 das Seegefecht von Fort Alexandrowsk statt, bei dem die britische Flottille den Versuch der Kaspi-Flottille der Roten Arbeiter- und Bauernflotte verhinderte, nach Petrowsk und Baku vorzustoßen. Die britischen See-, Luft- und Landstreitkräfte zogen jedoch vor dem Einmarsch der roten Truppen in den Kaukasus ab. Die Eroberung durch die Rote Armee erfolgte kurz nachdem die Verkehrswege nach der Niederlage Denikins freigeworden waren. Am 28. April 1920 eroberten die Roten Baku und riefen die Aserbaidschanische Sozialistische Sowjetrepublik aus.
Im September 1920 marschierten türkische Truppen in Armenien ein. Die ins Chaos gestürzte Regierung bat die Bolschewiki um Hilfe, und im November wurde die Armenische SSR ausgerufen. Auf den größten Widerstand stieß die Sowjetisierung in Georgien. Die sowjetische Regierung hatte 1920 einen Nichteinmischungspakt mit dem Land vereinbart. Im Februar 1921 marschierte allerdings die Rote Armee in Georgien ein. Nach einer wochenlangen Schlacht um die Hauptstadt Tiflis wurde auch in diesem Land eine Sowjetrepublik errichtet. Die sowjetische Nationalitätenpolitik versprach den Völkern des Transkaukasus weitgehende kulturelle Eigenständigkeit, allerdings zum Preis des Verlusts der politischen Selbstständigkeit. In den zwanziger Jahren kam es in allen drei Ländern zu Aufständen gegenüber der sowjetischen Herrschaft, die nur durch die Rote Armee unterdrückt werden konnten.

## 1920 – Die Weiße Armee auf der Krim

Lage der roten Truppen zu Beginn der Operation (Stand: 5. November 1920) und Schema des Operationsplans zur Erzwingung der Landenge der Krim gemäß dem Befehl Nr. 0011 vom 5. November 1920.

Nach der Niederlage am Don und in Sibirien erwies sich die Halbinsel Krim als letzte Basis der weißen Bewegung. Dort formte General Wrangel aus dem Kern der aus Noworossijsk evakuierten Truppen die Russische Armee mit 37.000 Soldaten. Der Polnisch-Sowjetische Krieg verschaffte Wrangel in der strategisch günstigen Lage der Halbinsel Zeit, seine Verbände bis April 1920 neu zu formieren. Bereits im Juni starteten seine Streitkräfte die erste Offensive mit einem Ausbruch aus der Landenge von Perekop nach Norden. Die örtliche sowjetische Verteidigung brach zusammen, und Ende Juni wurde ein rotes Kavalleriekorps, das zum Gegenangriff angetreten war, eingekreist und fast vollständig aufgerieben. Als die Rote 13. Armee endlich reagierte, waren Wrangels Truppen bereits bis an den Dnjepr herangerückt. Beim Gegenangriff der Bolschewiki gelang es den Rotarmisten zwar, einen Brückenkopf nördlich von Perekop zu halten und somit die Verbindung der vorstoßenden Weißen zur Krim einzuengen, dies hinderte Wrangels Truppen jedoch nicht, im Laufe des Sommers Mariupol und Alexandrowsk an den Ufern des Asowschen Meeres einzunehmen. Wrangel war sich aber sehr wohl bewusst, dass diese begrenzten Erfolge in der Peripherie des Reiches nur zweifelhaften Wert hatten. Seine im Herbst gestartete Offensive in die Kubanregion schlug fehl. Der Versuch, zu den ehemals weißen Kosakengebieten durchzubrechen, war damit gescheitert. Mit der Überquerung des Dnjepr in Richtung Westen durch die ehemalige Freiwilligenarmee (jetzt das I. Korps der neuen Russischen Armee) unter Kutepow versuchte Wrangel im Oktober die Initiative zu behalten. Nach einer Woche mussten sich seine Soldaten aber wieder östlich über den Fluss zurückziehen.
Am 12. Oktober 1920 schloss Polen mit dem Sowjetstaat einen Waffenstillstand, der nun Truppen zum Kampf gegen Wrangel freimachte. Unter Michail Frunse wurde eine neue Südliche Armeegruppe aufgestellt. Bis Ende Oktober konnten die Roten sechs Armeen mit 133.000 Mann zusammenziehen. Diese zahlenmäßige Überlegenheit von vier zu eins konnte Frunse ausnutzen. Die Hauptlast der Kämpfe trugen die ukrainischen Partisanen von Nestor Machno, die vorher gegen Weiße wie Rote gekämpft hatten. Frunse trieb die Weißen Truppen von seinen Stellungen am westlichen Ufer des Dnjepr immer weiter auf die Krim zurück. Dabei verloren die Weißen mit mehr als 20.000 Soldaten den Großteil ihrer Armee. General Wrangel hatte allerdings die Aussichtslosigkeit der Lage erkannt und eine Evakuierung vorbereitet. Bis zum 16. November wurden 146.000 Menschen, mehrheitlich Zivilisten, mit Schiffen der ehemals zaristischen Schwarzmeerflotte vor den heranrückenden Roten Richtung Türkei in Sicherheit gebracht.

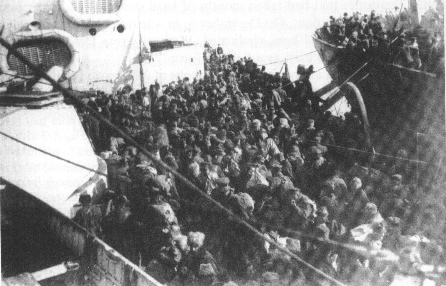
Evakuierung weißer Truppen ins Ausland 1920

Bemerkenswert an Wrangels kurzer Aktivität als Führer der weißen Bewegung war seine Flexibilität. Während seine Vorgänger Koltschak und Denikin an ihrer politischen Apathie scheiterten, führte Wrangel auf der Krim eine Bodenreform durch. Er enteignete die Großgrundbesitzer unter Gewährung von Entschädigungen. Ebenso strebte er Bündnisse mit allen politischen Parteien an, er versuchte sogar den Anarchisten Nestor Machno für einen antikommunistischen Feldzug zu gewinnen. Wrangel hielt zwar an der Militärdiktatur fest, doch versuchte er, auch die städtische Intelligenzija in sein System einzubinden. Seine Zugeständnisse sorgten für ein sicheres Hinterland seiner Front, ein Vorteil, den kein weißer General vor ihm genossen hatte. Wrangel fasste seinen Strategiewechsel öffentlich wie folgt zusammen: „Nicht mit einem Triumphmarsch von der Krim nach Moskau kann Rußland befreit werden, sondern nur durch die Schaffung einer Regierung – auf einem wie kleinen Stückchen russischen Bodens auch immer – mit solchen Lebensbedingungen, daß das russische Volk, das jetzt unter dem roten Joch ächzt, unweigerlich seiner Anziehungskraft nachgeben wird“.
Wrangels Position hatte gegenüber anderen weißen Bewegungen den Vorteil eines sicheren Hinterlandes. Die Krimtataren, welche rund 1/4 der Bevölkerung stellten standen dem Kommunismus feindlich gegenüber. Im April 1918 löste das Nahen der deutschen Truppen im Rahmen des Unternehmens Faustschlag einen Aufstand der Krimtataren gegen die Sowjetherrschaft aus, bei dem der örtliche Rat der Volkskommissare ermordet wurde. Als eine der produktivsten Agrarregionen des Landes erlaubte sie auch eine gute Versorgung der Truppen und Bevölkerung. Die Halbinsel selbst bot mit der Landenge von Perekop eine günstige Verteidigungsposition. Wrangels Kräfte waren aber bereits zu gering, um sich militärisch gegen die Rote Armee zu behaupten. Einen generellen Aufstand zugunsten der weißen Bewegung konnte sein politisches Programm auch nicht entfalten. Es stellte diejenigen zufrieden, die unter weißer Herrschaft lebten. Doch seine Maßnahmen, vor allem in der Landfrage, waren effektiv schon Jahre zuvor von den Kommunisten überholt worden. Effektiv erntete er unter der bäuerlichen Bevölkerung Indifferenz. In den frontnahen Gebieten, wo der Bevölkerung zur Kriegsführung Requisitionen und Arbeitsleistung abverlangt wurden, schlug die Stimmung alsbald dann doch in Feindseligkeit um. Hierzu trug der Umgang der Offiziere mit der Bevölkerung bei, die keine Verbindung zur Krim und ihren Bewohnern hatten und in deren Augen wie Besatzer agierten.
Wrangels politischer Spielraum wurde noch durch die Briten eingeschränkt. Nach der Niederlage Denikins war die britische Regierung überzeugt, dass die Roten den Bürgerkrieg für sich entscheiden würden. Sie entzogen daraufhin der Weißen Armee ihre Unterstützung, rieten Wrangel von einer Offensive ab und versuchten schon während des Bürgerkriegs, diplomatische Beziehungen zur neuen Regierung im Kreml aufzunehmen.

## Innenpolitik der Bolschewiki
Die Innenpolitik der kommunistischen Führung während des Bürgerkriegs wurde im Nachhinein von der offiziellen Parteilinie als Kriegskommunismus bezeichnet. Lenin selbst verwendete den Begriff erst 1921 im Zuge der NEP. Der allgemeine Kurs der Politik des jungen Sowjetstaates wurde schon vor der akuten Phase des Bürgerkriegs eingeschlagen. Das Grundproblem der russischen Wirtschaft war der Zusammenbruch der Nahrungsmittelverteilung innerhalb des Landes. Das Handelssystem selbst war zusammengebrochen und es standen zu wenig industrielle Güter bereit, um die Bauern zum Verkauf ihrer Überschüsse zu motivieren. Bereits im Mai 1918 verkündete die Regierung die Einführung einer „Nahrungsdiktatur“. Diese radikale Politik umfasste das vollkommene Verbot des Privathandels im Agrarbereich und ein System festgeschriebener Preise. Das Hauptwerkzeug der Politik bestand allerdings in der oft gewaltsamen Zwangseinziehung bäuerlicher Erzeugnisse ohne Gegenleistung. Durch dieses System konnten in den ersten beiden Bürgerkriegsjahren pro Jahr maximal ein Drittel der Vorkriegsmenge an Getreide in die Städte verbracht werden. Die Maßnahme hatte eine Mangelsituation auf dem Land wie im urbanen Bereich zur Folge. Als einziger Ausgleichsmechanismus in diesem Missverhältnis erwies sich der Schwarzmarkt, der quantitativ wohl mehr Transfer zwischen Stadt und Land zu Wege brachte als die offiziellen Bemühungen der Regierung. Nach zwei Jahren der Beschlagnahmungen ohne Gegenleistung reduzierten auch viele Bauern ihre Anbauflächen. Dieses Problem wurde im November 1920 in gleicher Weise angegangen, man richtete einfach Parteikomitees ein, welche die Bauern zu einer maximalen Aussaat und damit zur Überschussproduktion zwingen sollten. Diese Methoden stießen von Anfang an auf Widerstand seitens der Bauern. Insgesamt wurden von 1918 bis einschließlich 1920 rund 15.000 Mitglieder der Beschaffungsbrigaden durch revoltierende Bauern umgebracht. Während und nach dem Krieg folgte dieser Politik des Zwanges eine katastrophale Hungersnot. Diese Hungersnot war so gravierend, dass es in einigen Regionen Russlands sogar zu Kannibalismus kam. 1921 litten rund ein Viertel der russischen Bauern Hunger. Die am schwersten betroffenen Gebiete waren die Wolgaregion, Kasachstan, die Südukraine, Westsibirien und der Don.
Auch auf kulturellem Sektor wandte die Sowjetregierung zunehmend Zwang an. Bereits im Februar 1919 hatte die Führung durch die Schaffung von Bildungseinrichtungen nur für Arbeiter und Bauern den Versuch gestartet, sich eine loyale Elite heranzuziehen, welche die bürgerliche Bildungselite verdrängen sollte. Des Weiteren wurden ab Dezember 1919 für alle Analphabeten verpflichtende Kurse im Schreiben und Lesen eingeführt. Noch im selben Monat wurde der erste Angriff auf die Orthodoxe Kirche geführt. Agitation gegen den Klerus gehörte schon vor der Revolution zum Programm der Bolschewiki. Nach der Machtergreifung kam es auch zu Übergriffen gegen kirchliches Eigentum und Priester. Der erste Versuch, das Christentum in Russland mittels administrativer Maßnahmen zurückzudrängen war das Verbot, religiöse Gemeinschaften durch Spenden zu finanzieren. Sie wurden damit von ihrer primären Geldquelle abgeschnitten. Weitere Eskalationsschritte dieser Politik fanden jedoch erst nach dem Bürgerkrieg statt.
Dieselbe Gangart betrieben die Bolschewiki in der Industrie. Per Dekret wurden im Juni 1918 sämtliche größeren Betriebe verstaatlicht. Zunächst wurden Fabriken unter die Aufsicht gewählter Arbeiter gestellt. Dieses Vorgehen erwies sich oft als ineffizient und wurde vor Jahresbeginn 1919 größtenteils aufgegeben. Die staatlichen Zwangsmaßnahmen konnten den Niedergang der Industrie nicht aufhalten. 1920 wurde der Druck noch verstärkt, als selbst Kleinstunternehmen verstaatlicht wurden und eine allgemeine Militarisierung der Arbeit verlautbart wurde. Dies brachte die Einschränkung grundlegendster Freiheiten der Bevölkerung mit sich. Es herrschte staatlicher Arbeitszwang. Versäumnisse in Ausübung des Berufes konnten nach dem Kriegsrecht abgeurteilt werden. Die Radikalität ihrer Aktionen erwies sich als politischer Gewinn für die Bolschewiki, da sie mit der Enteignung der alten Elite das Wohlwollen der weniger wohlhabenden Gesellschaftsschichten fanden. Ökonomisch jedoch brachten die Maßnahmen keine Erfolge, sondern verstärkten die Krise. Nach dem Sieg der Roten im Bürgerkrieg war die russische Wirtschaft auf einen Bruchteil der Vorkriegsleistung zusammengeschrumpft. Das durch die Enteignungen erzielte politische Kapital wurde im Laufe des Krieges durch die Bürokratisierung der Partei und des Staats wieder verspielt. 1921 war die Staatsbürokratie bereits auf das Zehnfache des Personalstands der zaristischen Verwaltung von 1917 angewachsen. Sämtliche Streikresolutionen während des Krieges klagen örtliche Parteimitglieder, die fast alle Verwaltungsstellen innehatten, an, sich auf Kosten der Arbeiter zu bereichern.
| Russ. Produktionsziffern in Mio. Tonnen, Quelle: | 1913  | 1921 | Prozentual |
| ------------------------------------------------ | ----- | ---- | ---------- |
| Kohle                                            | 29,0  | 8,9  | −64 %      |
| Stahl                                            | 4,3   | 0,2  | −95 %      |
| Eisenbahnfracht                                  | 132,4 | 39,4 | −70 %      |
| Getreide                                         | 80,1  | 37,6 | −53 %      |

Auf politischem Gebiet zeichnete sich eine radikale Entwicklung sogar noch früher ab. Der Geheimdienst Tscheka wurde bereits im Dezember 1917 gegründet. Unter ihrem Gründer Felix Dserschinski erhielt die Tscheka weitgehende Befugnisse, auch das Recht, Menschen ohne Gerichtsverfahren hinzurichten. Der Massenterror wurde als legitimes Mittel der Politik verbrämt und auch angewandt. Er betraf allerdings nicht nur politische Gegner, sondern diente auch der Lösung ökonomischer Probleme. Im Februar 1919, als das Transportsystem des Staates weitgehend darniederlag, wurden Bauern als Geiseln genommen. Ihre Erschießung wurde angedroht, falls die verbliebenen Dorfgenossen nicht die Eisenbahnstrecken vom Schnee räumen würden. Das System expandierte rasch und nach offiziellen Zahlen befanden sich 1919 in Russland 4.100 Personen in Arbeitslagern und weitere 7.500 in Konzentrationslagern. Zwar wurde die Todesstrafe im Januar 1920 formal abgeschafft, was aber von der Geheimpolizei weitgehend ignoriert wurde.

## Lage der Bevölkerung

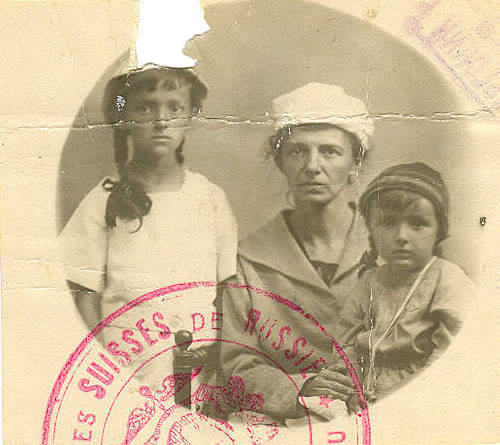
Schweizer Mutter und ihre Töchter auf der Flucht ins Heimatland, um 1921

Oktoberrevolution und Bürgerkrieg lösten eine Migrationsbewegung aus. Angehörige der ehemaligen Oberschicht des Reiches flohen aus den städtischen Zentren des durch die Revolutionäre kontrollierten Zentralrusslands an die Peripherie. Unter der Herrschaft der Deutschen, nationaler Minderheiten oder der Weißen Armee versuchten sie sich dem Zugriff von Enteignungen und politischer Verfolgung durch die neuen Machthaber zu entziehen. Die verbliebenen Angehörigen der ehemaligen Oberschicht waren Ziel staatlicher Zwangsmaßnahmen, Enteignungen griffen ihre wirtschaftliche Basis an und das Regime der Bolschewiki benutzte die Lebensmittelzuteilungen gezielt, um weiteren Druck auf sie auszuüben. Doch nicht nur Adlige und das Besitzbürgertum trafen diese Maßnahmen. Ebenso wurde der städtischen Intelligenzija die ökonomische Basis durch Entlassung und mangelhafte Zuteilung entzogen. Ausgenommen waren Intellektuelle, wie etwa Maxim Gorki, die als der Ideologie der Partei konform galten.
Die Situation der arbeitenden Bevölkerung gestaltete sich kaum einfacher. Das Zwangssystem der Lebensmittelbeschlagnahmung genügte nicht, um die Städte zu versorgen. Als Folge davon versuchten täglich tausende Arbeiter als sogenannte „Sackleute“ auf dem Lande durch Schwarzhandel ihren Bedarf zu decken. Dadurch blieben 1918 je nach Industriezweig pro Tag zwischen 30 % und 80 % der Belegschaften ihren Arbeitsplätzen fern. Die Arbeiter versuchten den Tauschhandel durch Diebstähle und Demontagen aus den eigenen Fabriken zu decken, was die Wirtschaft noch weiter schädigte. Um dieses System für ihre Leute zu nutzen, gingen viele lokale Parteimitglieder und Arbeitervertreter dazu über, diesen Tauschhandel in „Kooperativen“ zu institutionalisieren und somit wenigstens eine minimale Produktion aufrechtzuerhalten. Dieser Versuch wurde allerdings bereits im Mai durch Lenin ausgehebelt, der jeden Privathandel und auch die kooperativen Tauschabkommen zwischen einzelnen Fabriken und Dörfern verbot. Zur Durchsetzung dieser Entscheidung ging die Regierung dazu über, durch Sperrkommandos militärische Gewalt einzusetzen. Da sie allerdings über die allein legale Methode der zentralisierten Requirierung die Bedürfnisse der Städte nicht befriedigen konnte, hielt das Phänomen während des gesamten Bürgerkriegs an. In den von den Weißen kontrollierten Gebieten war dieses Problem weniger akut, da hier das private Handelssystem von staatlicher Seite nicht unterbunden wurde. Doch besonders in kürzlich eroberten Städten trafen Terror und Erschießungen Sympathisanten und verdächtigte Sympathisanten der roten Zentralregierung.
Die ländlichen Regionen litten noch mehr unter dem Bürgerkrieg. Sowohl die Weißen wie auch die Roten deckten ihren Nahrungsmittelbedarf durch zwangsmäßige Einziehung. Auf Seiten der weißen Armeen artete dies, vor allem in den Reihen der „Freiwilligenarmee“, zu regelrechten Plünderungsexzessen aus. Die sowjetische Führung hingegen unterhielt bis zu 76.000 Bewaffnete in sogenannten „Beschaffungstribunalen“. Diese Ad-hoc-Einheiten zogen durch das Land und pressten nach willkürlichen Quoten Getreide von den Bauern. Geiselnahmen und Geiselmorde unter der Dorfbevölkerung waren bei Nichterfüllung der Forderungen eine gängige Praxis. Besonders drückend war die Situation für die Landbevölkerung in den umkämpften Gebieten Südrusslands und des Urals. Oft wurden Dörfer mehrmals von den jeweiligen Fronten überrollt und waren damit den Repressionen beider Seiten in verschärftem Maße ausgesetzt. Je weiter die Versorgungskrise der Städte sich verschlimmerte, desto mehr Druck lastete auf der Bauernschaft. Im Sommer 1918 leitete Lenin den Klassenkampf auf dem Dorf ein: „Diese Blutegel haben sich mit dem Blut der Werktätigen vollgesaugt und wurden umso reicher, je mehr der Arbeiter in den Städten und Fabriken gehungert hat. […] Schonungsloser Krieg diesen Kulaken! Tod den Kulaken!“. Die Ideologie der Kommunisten versuchte die Dorfgemeinschaften in eine Klasse der wohlhabenderen Bauern, die sogenannten Kulaken, und eine Mehrheit aus armen Bauern zu spalten. Den Kulaken sollte durch Enteignung, Freiheitsentzug und Erschießungen ihre angeblich beherrschende Stellung im dörflichen Leben entzogen werden. Dieser Bestrebung wurde 1919 mit der von oben verordneten Gründung örtlicher „Komitees der Dorfarmut“ mit Unterstützung der Tscheka Nachdruck verliehen. 1919 wurde die Aktion abgebrochen, da sich dadurch die Nahrungssituation noch weiter verschlimmerte. Die Propaganda der Roten konzentrierte sich von nun auf den „Mittelbauer“ und versuchte, die Dorfgemeinschaft als Ganzes anzusprechen.

## Kriegsopfer
Nach den Schäden und Verlusten des Ersten Weltkriegs erwies sich der Bürgerkrieg für Russland als noch größere Katastrophe. Insgesamt starben rund 770.000 Soldaten beider Seiten im Gefecht. Nach heutigen Schätzungen entfielen 80 % dieser Verluste auf die Rote Armee. Weitere rund 700.000 Kombattanten verloren während ihres Dienstes durch Seuchen ihr Leben. Die Zahl der getöteten Zivilisten durch den Terror beider Seiten ist nicht annähernd festgestellt. Die Zahl der Exekutionen durch die „Roten“ wird in der westlichen Literatur auf zwischen 50.000 und 200.000 beziffert. Wie viele Menschen infolge staatlicher Repressionen ohne Todesurteil ihr Leben verloren, ist vollkommen unbekannt.
Der Terror seitens der Weißen ist ebenfalls ungenügend dokumentiert. Heutige Schätzungen gehen von 20.000 bis 100.000 Morden an Sympathisanten der Gegenseite aus.
Die zeitgenössischen westlichen Zeitungen machten ausschließlich die angeblich mordlustigen Bolschewiki für die Welle der Gewalt verantwortlich, und ignorierten die Terrorakte der Weißen weitgehend.
Hinzu kommen noch 50.000 bis 150.000 Opfer jüdischer Herkunft, die bei Judenpogromen umgebracht wurden.  Die Juden waren unter der Zarenherrschaft von der Beamtenlaufbahn ausgeschlossen. Beim Neuaufbau der Verwaltung unter den Bolschewiki bildeten sie somit ein Reservoir an meist gebildeten Fachkräften, die nicht im Dienst des vorherigen Regimes gestanden hatten. Dieser Einstrom von jüdischen Bürgern in die öffentlichen Ämter wurde in der weißen Propaganda durch antisemitische Parolen ausgenutzt. Insbesondere in der Ukraine häuften sich während des Bürgerkriegs Pogrome und Übergriffe gegen die jüdische Minderheit. Die Pogrome wurden oft seitens weißer Befehlshaber bei Einnahme einer Stadt als Gratifikation der eigenen Soldaten für einen militärischen Sieg toleriert. In mindestens zwei Fällen wurden von den Generälen Mamontow beziehungsweise Mai-Majewski die Übergriffe sogar explizit befohlen. Auch ukrainische Freischärler unter Petljura oder Nestor Makhno und polnische Truppen beteiligten sich an Übergriffen gegenüber der jüdischen Bevölkerung.
Der Zusammenbruch des Wirtschaftssystems und das Chaos des Krieges forderten Millionen Opfer unter der Zivilbevölkerung durch Hunger und die Ausbreitung von Seuchen. Anhand von Bevölkerungszählungen, die bis 1923 durchgeführt wurden, lässt sich feststellen, dass im Russland des Jahres 1920 neun bis zehn Millionen Menschen weniger lebten als im selben Gebiet zum Ende des Weltkrieges. Nach der Berücksichtigung der Emigration von ca. zwei Millionen Menschen und der Hungersnot von 1921 führt dies zu einer Zahl von rund acht Millionen zivilen Opfern. Dies entspricht dem Vierfachen der Verluste des Zarenreichs im Ersten Weltkrieg.
Nach Krieg und Hungersnöten lebten auf sowjetischem Territorium rund sieben Millionen Waisenkinder auf der Straße. Diese hielten sich durch Betteln und Kriminalität über Wasser. Nach einer sowjetischen Erhebung von 1920 gingen 88 % der weiblichen Straßenkinder der Prostitution nach. Für die Jungen ist keine Erhebung verfügbar, aber auch unter ihnen wurden Fälle von Prostitution berichtet. Nur ein kleiner Teil der Kinder konnte in Waisenhäusern untergebracht werden. Ein anderer Teil wurde als Kinderarbeiter beschäftigt und somit wenigstens von der Straße weggebracht. Ältere Kinder wurden mitunter auch in Einheiten der Roten Armee aufgenommen.

## Weitergehende politische Folgen
Durch den Sieg der Roten im Bürgerkrieg änderten auch die ausländischen Mächte ihre Haltung zu Sowjetrussland. Großbritannien ging schon 1920 dazu über, Handelsbeziehungen mit dem sowjetischen Regime aufzubauen.
Frankreich gab die kurzlebige Politik der Intervention ab dem Frühjahr 1919 auf und befürwortete die Bildung einer Pufferzone aus unabhängigen Staaten, die Europa vom kommunistischen Staat abschirmen sollten (Cordon sanitaire). Diese Eindämmungspolitik wurde aber nur halbherzig betrieben, selbst während der internationalen Hochspannung des Polnisch-Sowjetischen Krieges (1920). Ansonsten blieb das kommunistische Russland weitgehend isoliert und konnte erst durch den Vertrag von Rapallo 1922 mit Deutschland wieder einen bedeutenden Partner finden. Allerdings war Deutschland damals selbst ein Außenseiter auf dem internationalen Parkett.
Gewichtiger waren die politischen Folgen innerhalb des Sowjetstaates. Der Bürgerkrieg wurde zu einem Gründungsmythos der totalitären Diktatur. So war seine Darstellung den jeweiligen Machtverhältnissen unterworfen. Generell wurden in der orthodoxen Geschichtsschreibung der Sowjetunion die ausländischen Interventionen als Hauptfaktoren gesehen. Die inner-russischen Bruchlinien des Krieges, die die Weißen Armeen hervorbrachten, wurden in der marxistischen Ideologie aufgrund ihres angeblichen Klassencharakters mit den ausländischen Mächten gleichgesetzt. Während des Stalinismus wurde die Geschichte des Bürgerkrieges so interpretiert, dass die Rolle Stalins zu Ungunsten seines politischen Rivalen Trotzki hervorgehoben wurde. Der Nationalismus der Kriegsgegner der Weißen Armeen verstärkte noch den Drang der Bolschewiki, jede Form des Patriotismus in Russland zu unterdrücken. Dieser Begriff wurde erst mit dem Zweiten Weltkrieg, dem Großen Vaterländischen Krieg (russ. Великая Отечественная война), in das Arsenal der Staatsideologie aufgenommen.

## Andere Kriegsparteien
Neben den beiden oben genannten Bürgerkriegsparteien der Weißen und der Roten gab es noch eine dritte Gruppe, die sogenannten „Grünen“. Bei ihnen handelte es sich meist um Bauern, die sich den Beschlagnahmungen ihrer Ernten und des Saatguts durch die (rote) Versorgungsarmee widersetzten oder desertierten, sich ins Umland zurückzogen und von dort aus einen Partisanenkrieg gegen die Rote Armee führten. In der Ukraine kämpfte außerdem eine anarchistische Partisanenarmee, ein Arm der nach ihrem Anführer Nestor Machno benannten Machnotschina oder auch Machno-Bewegung. Die Machnotschina kämpfte zunächst gemeinsam mit den Kommunisten gegen die weiße Armee, wurde später jedoch von den Bolschewiki bekämpft und brutal niedergeschlagen.
Erst nach Ende des Bürgerkrieges 1920 konnte die bolschewistische Regierung den umfassenden Widerstand unter der Landbevölkerung, wie den Bauernaufstand von Tambow, durch Erschießungen und Verbringung von Geiseln in Lager brechen: „Ende Juni 1921 befanden sich über 50.000 Bauern in den Konzentrationslagern von Tambov. Am Ende setzte die Rote Armee Flugzeuge und Gasbomben gegen die aufständischen Bauern ein, um sie in den Sümpfen, in die sie geflüchtet waren, ‚auszuräuchern‘.“

## Künstlerische Verarbeitungen

### Filme
Filmisch umgesetzt wurde der Bürgerkrieg unter anderem in dem noch heute in Russland populären sowjetischen Werk Tschapajew (1934). Im Westen erreichte die Verfilmung Doktor Schiwago (1965) von Pasternaks Roman ein großes Publikum.
- Sorok Perwy = Der Einundvierzigste (UdSSR 1927), Regie: Jakow Alexandrowitsch Protasanow nach der gleichnamigen Novelle von Boris Lawrenjow, 1956 neu verfilmt als Der letzte Schuß (siehe unten).
- Tommi (UdSSR 1931), Regie: Jakow Protasanow. Mit A. Schutajew, Michail Kedrow, Wassili Kowrigin.
- Гвоздь в сапоге (Nagel im Stiefel) (UdSSR 1931), Regie: Michail Kalatosow
- Tschapajew (UdSSR 1934), Regie: Georgi Wassiljew/Sergei Wassiljew. Mit Boris Babotschkin, Leonid Kmit, Warwara Mjasnikowa.
- British Agent (USA 1934), Regie: Michael Curtiz. Mit Leslie Howard, Kay Francis.
- Henker, Frauen und Soldaten (D 1935), Regie: Johannes Meyer. Mit Hans Albers, Charlotte Susa, Jack Trevor.
- Menschen ohne Vaterland (D 1937), Regie: Herbert Maisch. Mit Willy Fritsch, Mária Tasnádi Fekete, Willy Birgel, Grethe Weiser.
- Die Dreizehn, OT: Trinadzat (UdSSR 1937), Regie: Michail Romm. Mit Iwan Kusnezow, Andrei Dolinin, Iwan Nowosselzew.
- Die Verteidigung von Wolotschajewsk, OT: Wolotschajewskije dni (UdSSR 1937), Regie: Georgi Wassiljew/Sergei Wassilew. Mit Warwara Mjasnikowa, Nikolai Dorochin, Lew Swerdlin.
- Lenin im Oktober, OT: Lenin w oktjabre (UdSSR 1939), Regie: Michail Romm. Mit Boris Schtschukin, Nikolai Ochlopkow, Semjon Leontjewitsch Goldschtab.
- Lenin 1918, OT: Lenin w 1918 godu (UdSSR 1939), Regie: Michail Romm. Mit Boris Schtschukin, Nikolai Ochlopkow.
- Schtschors (UdSSR 1939), Regie: Oleksandr Dowschenko. Mit Jewgeni Samoilow, Iwan Skuratow.
- Die Verteidigung von Zarizyn, OT: Oborona Zarizyna (UdSSR 1942), Regie: Georgi Wassiljew. Mit Micheil Gelowani, Nikolai Bogoljubow.
- Perwaja konnaja = Die erste Reiterarmee (UdSSR 1941), Regie: Efilm Dzigan, mit Semjon Leontjewitsch Goldschtab, 1984 neu verfilmt (siehe unten).
- Das unvergeßliche Jahr 1919, OT: Nesabywajemy god 1919 (UdSSR 1951), Regie: Micheil Tschiaureli. Mit Pawel Molchanow, Micheil Gelowani.
- Feindlicher Wirbelwind (UdSSR 1953/1956), Regie: Michail Kalatosow.
- Der letzte Schuß, OT: Sorok Perwy = Der Einundvierzigste (UdSSR 1956), Regie: Grigori Tschuchrai
- Der stille Don, OT: Tichi Don (UdSSR 1957), Regie: Sergei Gerassimow. Mit Pjotr Glebow, Elina Bystrizkaja, Sinaida Kirijenko.
- Kotschubej (UdSSR 1958), Regie: Juri Oserow. Mit Jefim Kopeljan, Nikolai Rybnikow, Pawel Usownitschenko.
- Helden der Tscheka, OT: Sotrudnik Tschek (UdSSR 1963), Regie: Boris Woltschok. Mit Walentina Maljawina, Wladimir Kenigson, Oleg Jefremow.
- Doktor Schiwago, OT: Doctor Zhivago (USA 1965), Regie: David Lean. Mit Omar Sharif, Julie Christie, Alec Guinness, Klaus Kinski, Geraldine Chaplin.
- Bürgerkrieg in Rußland (BRD 1967), Fernsehfilm in fünf Teilen, Regie: Wolfgang Schleif. Mit Nikolai Rytkow, Friedrich G. Beckhaus, Friedrich Schütter.

Teil I: Revolutionsjahr 1917, Teil II: Der Kampf um die Macht, Teil III: Die Konterrevolution, Teil IV: Das Ende in Sibirien, Teil V: Die verratene Revolution
- Hochzeit in Malinowka, OT: Swadba w Malinowke (UdSSR 1967), Regie: Andrei Tutyschkin. Mit Wladimir Samojlow, Ljudmila Alfimowa, Walentina Lysenko.
- Die Kommissarin (UdSSR 1967/1988), Regie: Alexander Askoldow.
- Der rote Reiter (DDR 1970), Regie: Walter Beck. Mit Burkhard Mann, Gerhard Lau, Klaus Pönitz.
- Unterwegs zu Lenin (DDR/UdSSR 1970), Regie: Günter Reisch, Co-Regie: Lucia Ochrimenko. Mit Gottfried Richter, Michail Uljanow, Helmut Habel.
- Die Flucht, OT: Beg (UdSSR 1970), Regie: Aleksandr Alow/Wladimir Naumow. Mit Ljudmila Saweljewa, Aleksei Batalow, Michail Uljanow.
- Weiße Sonne der Wüste, OT: Beloje solnze pustyni (UdSSR 1970), Regie: Wladimir Motyl. Mit Anatoli Kusnezow, Spartak Mischulin, Kakhi Kavsadze.
- Fremd unter seinesgleichen, OT: Swoj sredi chuschich, chuschoj sredi swoich (UdSSR 1974), Regie: Nikita Michalkow. Mit Juri Bogatyrjow, Nikita Michalkow.
- Der Fangschuß (BRD/F 1976), Regie: Volker Schlöndorff. Mit Margarethe von Trotta, Matthias Habich, Rüdiger Kirschstein.
- Bolschaja-malaja woina (Der große kleine Krieg) (UdSSR 1980), auch unter dem Titel Banda Machno (Die Machno-Bande), Regie: Vasile Pescaru. Mit Wiktor Saitow, Gennadi Sajfulin, Jewgeni Lasarow.
- Die erste Reiterarmee, OT: Perwaja konnaja (UdSSR 1984), Regie: Wladimir Ljubomudrow. Mit Wadim Spiridonow, Jewgeni Scharikow.
- Admiral, OT: Admiral (Russland 2008), Regie: Andrej Krawtschuk. Mit Konstantin Chabenski, Elisaweta Bojarskaja, Sergej Besrukow.